# 地震
地震（じしん、英: earthquake）は、以下の2つの意味で用いられる。
1. 地震学における定義: 地球表面を構成している岩盤（地殻）の内部で、固く密着している岩石同士が、断層と呼ばれる破壊面を境目にして、急激にずれ動くこと。これによって大きな地面の振動が生じ、これを「地震動（じしんどう）」という[2]。
2. 大地のゆれ: 地震動のことで一般的にはこちらも「地震」と呼ばれる[2]。「地震（なゐふる）」という語句は『日本書紀』にも見え、その他古文書の記録にも登場するが、これらは今日の地震学における地震動のことであり、また「大地震」「小地震」などと共に震度の程度を表すものでもあった[3]。

地震を専門といった学問を地震学という。地震学は地球物理学の一分野である。

## 概要

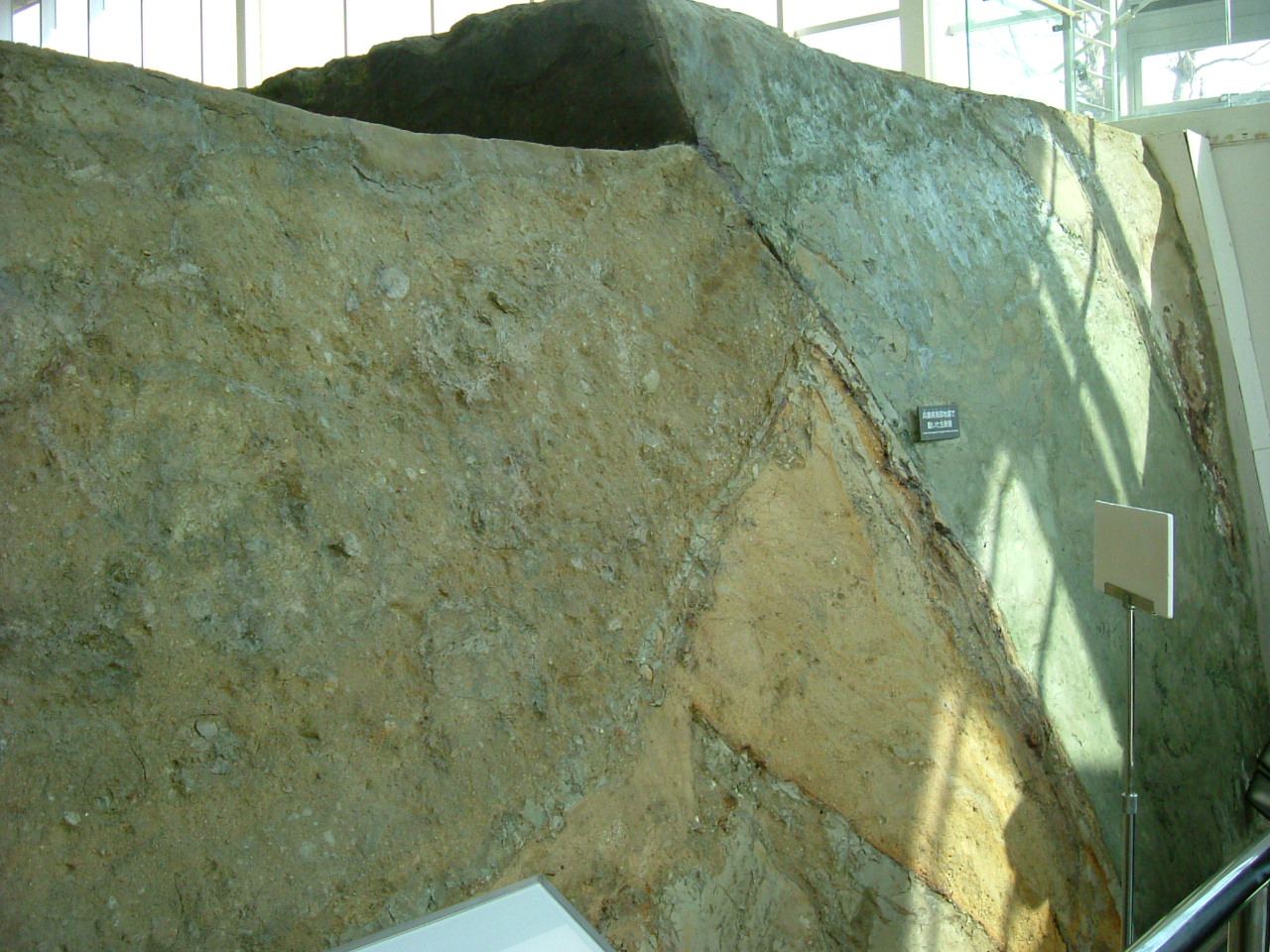
兵庫県南部地震（阪神・淡路大震災）によって発生した野島断層。地震の震源となった断層のずれが波及して「地表地震断層」として現れたものである。激しい揺れを起こした断層本体（震源断層、起震断層）とは別のものであり、また地下に存在する断層のほとんどは、地表から観察できないので、防災上注意しなければならない。

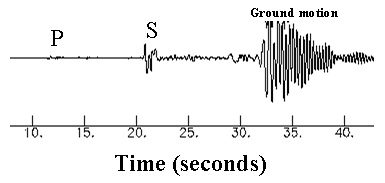
地震計で観測された地震動のグラフ。

地下の岩盤には様々な要因により力（ちから）がかかっており、急激な変形によってかかっている力を解消する現象が地震である。地球の内部で起こる地質現象（地質活動）の一種。地震に対して、地殻が非常にゆっくりとずれ動く現象を地殻変動と呼ぶ。
地震によって変形した岩石の断面を断層といい、地下数 kmから数十 kmの深さにあって地表までは達しないことが多いが、大きな地震の時にはその末端が地表にも現れて地表地震断層となる場合がある。一度断層となった面は強度が低下するため繰り返し地震を引き起こすと考えられている。特にカリフォルニアにあるサンアンドレアス断層は1,000 km以上に及ぶ長大なもので繰り返し地震を起こしており、日本の地震学者に地震と断層の結びつきを知らせたことで有名で、日本では兵庫県南部地震の野島断層、濃尾地震の根尾谷断層、北伊豆地震の丹那断層などが有名である。
地震によって生じる振動は高速の地震波となって地中を伝わり、人間が生活している地表でも地震動として感じられる。
地震波は波の一種であり、地中を伝わる波（実体波）と地表を伝わる波（表面波）に大別される。実体波はさらに、速度が速いP波（たて波、疎密波）と、速度が遅いS波（横波、ねじれ波）に分けられる。
地震のはじめに感じられることが多い細かい震動（初期微動）はP波、地震の激しい震動（主要動）は主にS波による。P波とS波は伝わる速度が違うので、P波とS波の到達時間の差である初期微動の時間が震央と観測地点との間の距離に比例する。初期微動が長いほど震源は遠い。初期微動が長くかつ主要動が大きい場合は、震源が遠いにもかかわらず振幅が大きいので、大地震の可能性が考えられる。また、P波はS波よりも速いので、P波を検知したときに警報を出せば被害が軽減できることから、緊急地震速報や緊急停止システムで応用されている。
地下で断層が動いた時、最初に動いた地点を震源と呼び、地上における震源の真上の地点を震央と呼ぶ。テレビや新聞などで一般的に使用される震源は震央の位置を示している。震源が動いた後もまわりに面状にずれが生じ、震源域と呼ばれるずれた部分全体が地震波を発する。
地震波の速度はほぼ一定であり上記のように異種の波がある性質を利用して、地震計で地震波を観測することにより、1地点以上の観測で観測地点から震央までの距離、2地点以上の観測で震央の位置、3地点以上の観測で震源の深さを求めることができる。この算出式は大森房吉が1899年に発表したので、「（震源の）大森公式」と呼ばれている。このほかに地震を含めた地下の諸現象の解明や、核実験の監視などに有用であることから世界的に地震観測網が整備されている。日本は地震災害が多いことから地震計や震度計が数千か所の規模で高密度に設置され、気象庁による迅速な地震情報発表や緊急地震速報などに活用されている。
なお、一つの地震の地震波にはいろいろな周期（周波数）の成分が含まれており、その違いによって被害が異なるほか、近隣の地域でも表層地盤の構造や建物の大きさ・形状によって揺れ方が大きく異なることが知られている（詳細は後述参照）。
また地震は、震源の深さによって、浅発地震、稍（やや）深発地震、深発地震の3つに分類される。前者の境界は60 kmまたは70 kmとされる場合が多く、後者の境界は200 kmまたは300 kmとされる場合が多いが、統一した定義はない。震源が深い地震は同じ規模の浅い地震に比べて地表での揺れは小さい。ただし、地下構造の影響により震央から離れた地点で大きく揺れる異常震域が現れることがある。
このほかに地震を特徴付けるものとして、発震機構とよばれる断層の動き方（後述）や地震の大きさなどがある。

### 古語
和語では大地や地震を「なゐ」と呼び、九州・沖縄や東日本の一部などではナイ、ナエ、ネーなどの方言形が現代でも見られる。九州では、小さい地震をナエと使い分ける例も見られる。なゐ（ナヰ）という語は、『日本書紀』の推古七年四月にも見られる。日本地震学会の広報誌は、なゐ（大地）・ふる（震える）という古語（允恭地震の記録に見られる）から『なゐふる』と命名されている。

### 地震の大きさ
地震の大きさを表現する指標は主に2系統あり、それぞれいくつかの種類がある。Mは指数関数、震度は非線形関数であり、数字の大きさと実際の物理量は比例関係ではない（詳細は後述参照）。
- マグニチュード (M) [注 7]は地震の規模すなわち断層の大きさ、あるいは地震の際に放出されるエネルギーの量を表す指標である。
- 震度階級（震度）は地表の各地点での揺れの大きさを表す指標である。単に「ある地震の震度」という場合には、その地震における全観測地点の最大震度をいう。

### 地震活動
比較的大きな地震は、地震活動に時間的・空間的なまとまりがあり、その中で最も規模が大きな地震を本震と呼ぶ。ただし、本震の区別が容易でない地震もあり、断層のずれの程度や前後に起こる地震の経過、断層の過去の活動などを考慮して判断される。本震に対して、その前に起こるものを前震、その後に起こるものを余震という。
被害をもたらすような大地震ではほぼ例外なく余震が発生し、余震により被害が拡大する例も多い。大きな地震であるほど、本震の後に起こる余震の回数・規模が大きくなるが、「（余震の）改良大森公式」に従って次第に減少する。この公式から余震の発生確率を予測したり、活動度の低下から大きな余震の発生を予測する研究も行われている。余震の発生する範囲は震源域とほぼ重なる。なお、大地震の地殻変動の影響で震源域の外で地震活動が活発になる場合があり、これを誘発地震という。
本震と呼べるようなひとまわり規模の大きな地震がなく、同規模の地震が多発するものを群発地震という。また1990年代以降普及した呼称だが、同じ断層で数十年から数万年以上の間隔で繰り返し発生するものを固有地震（相似地震）といい、大地震と呼ばれるような複数の固有地震が同時または短い間隔で発生（主に隣接するセグメントを破壊）するものを連動型地震という。
また、地震のメカニズム解明の過程でプレートのテクトニクス（動き）との対応関係から地震は4種類に大別されており、それぞれ発生地域、揺れの大きさや被害の傾向が異なる（詳細は後述参照）。

### 地震による災害
大きな地震はしばしば建造物を破壊して家財を散乱させ、火災、土砂災害などを引き起こし、人的被害をもたらす、典型的な自然災害の1つである。地震予知の研究も行われているが、天気予報のような科学的な予報・予知が確立されておらず、前触れもなく突然やってくる。そのため、建造物や地盤の強度を調べて補強する、震災時の生活物資を備蓄する、避難計画を立てるなど、災害に備える「防災」や災害を軽減する「減災」の考え方から対策をとり、「いつ来てもいいように」備えるのが一般的である。
また、海域で発生する大規模な地震は津波を発生させ、震源から遠く揺れを感じなかったところにも災害をもたらすことがある。そのため、学術的な研究などの目的に加えて、津波の発生を速報する目的で、各国の行政機関や大学等によって地震の発生状況が日々監視されている。1960年チリ地震以降、初めて太平洋全域の津波警報システムが整備され、2004年のスマトラ島沖地震以降はその態勢も大きく強化され、インド洋でも整備されている。

## メカニズム

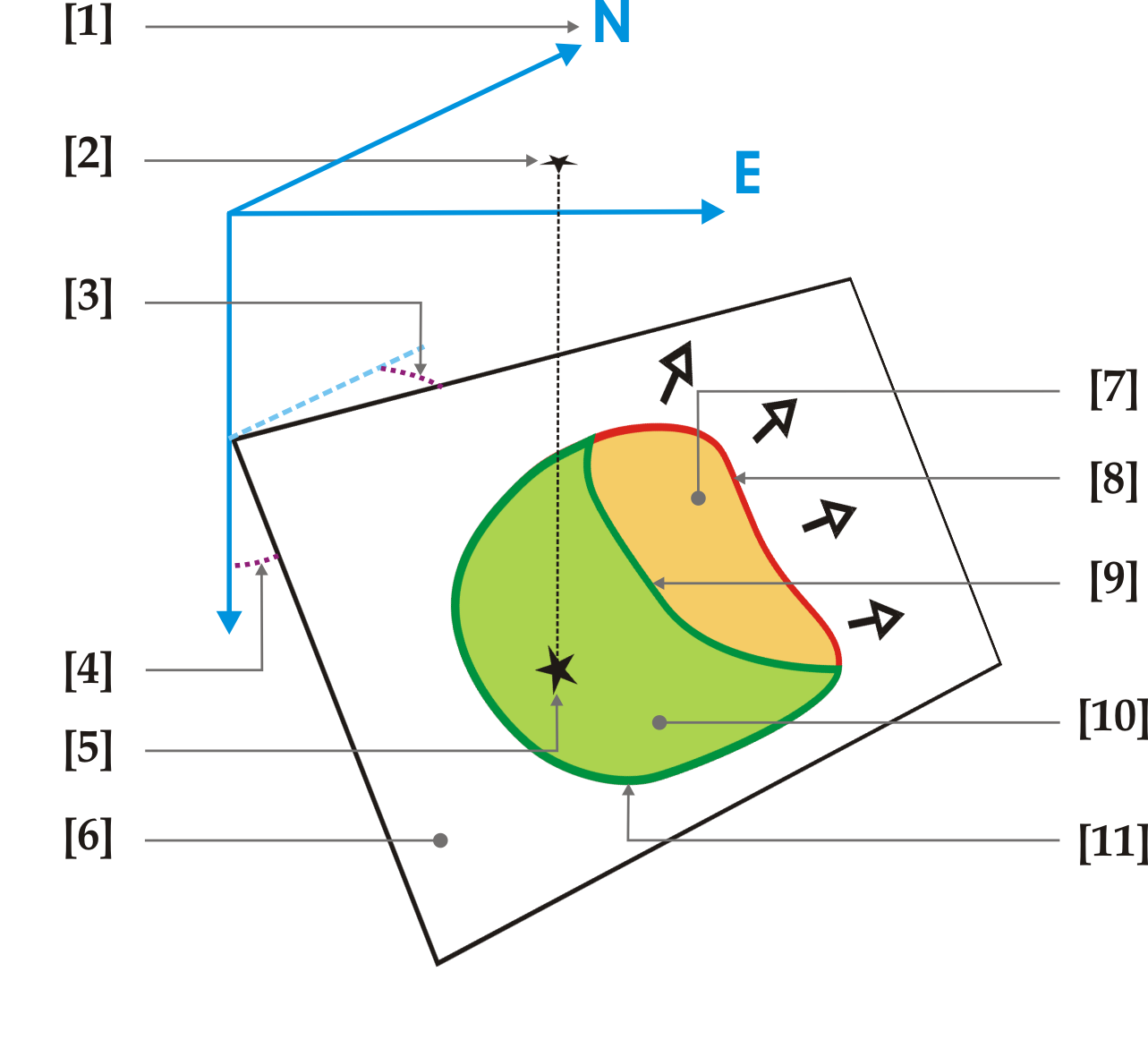
地震の発生途中における断層面と地震のメカニズムの模式図。
2: 震央
3: 断層面の走向
4: 断層面の傾斜
5: 震源
6: 断層面のある平面
7: 破壊されている断層面
10: すでに破壊された断層面
8 + 11: 断層面 または 震源域（断層の最大破壊域）

3種類の断層。A：逆断層、B：正断層、C：横ずれ断層。

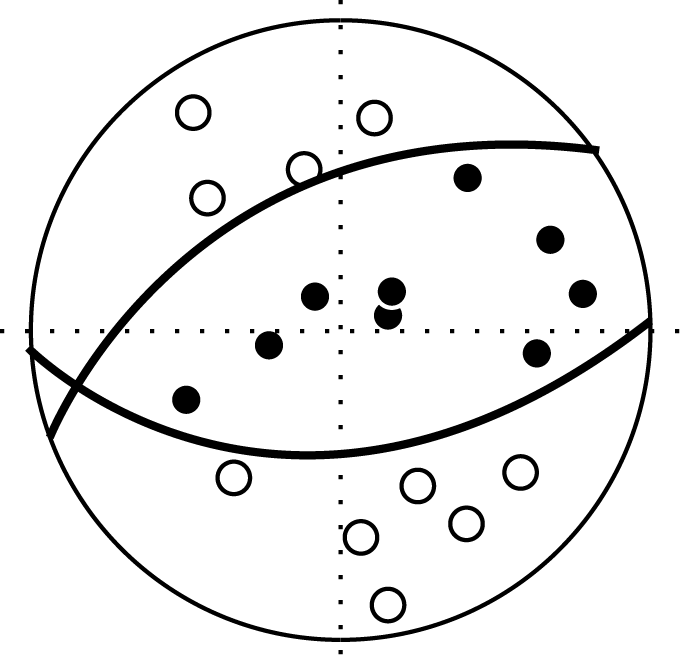
地震のメカニズム解（発震機構解）の図。地震計の観測結果を基に図に表し、断層の位置や動いた方向を解析する。

地球の表層はプレートと呼ばれる硬い板のような岩盤でできており、そのプレートは移動し、プレート同士で押し合いを続けている。そのため、プレート内部やプレート間の境界部には、力が加わり歪みが蓄積している。これら岩盤内では、岩盤の密度が低くもろい、温度（粘性）が高い、大きな摩擦力が掛かっているなどの理由で歪みが溜まりやすい部分がある。ここで応力（ストレス）が局所的に高まり、岩体（岩盤）の剪断破壊強度を超えて、断層が生じ、あるいは既存の断層が動くことが地震であると考えられている。
断層はいわば過去の地震で生じた古傷であり、地殻に対する応力が集中しやすいことから、断層では繰り返し同じような周期（再来間隔）で地震が発生する。断層の大きさは数百 mから数千 kmまであり、またその断層の再来間隔も数年から数十万年とさまざまである。断層の中でも、数億年から数百万年前まで動いていて現在は動いていないような断層があり、そのようなものは古断層といって地震を起こさない。一方、現在も動いている断層を活断層という。日本だけでも約2,000の活断層がある。ただし、活動の有無を判別するのが難しい断層や大規模探査を行わなければ発見できない断層もあって、古断層といわれていた断層や知られていなかった断層が動いて地震を起こした例もあるため、防災上注意しなければならない。
岩盤内で蓄積される応力は、押し合う力だけではなく、引っ張り合う力や、すれ違う力など様々な向きのものが存在し、それによって断層のずれる方向が変わる。押し合う応力は断層面の上側が盛り上がる逆断層、引っ張り合う応力は断層面の下側が盛り上がる正断層、すれ違う応力はほぼ垂直な断層面の両側が互い違いに動く横ずれ断層を形成する。多くの断層は、正断層型・逆断層型のずれ方と、横ずれ断層型のずれ方のどちらかがメインとなり、もう一方のずれ方も多少合わさった形となる。
過去のテレビ番組でプレート境界が瞬間的にずれて跳ね上がり、その動き自体が地震の揺れ（地震動、地震波）と同一であるかのような説明があったが、短周期の揺れは、ずれるときの摩擦の振動であり、断層型地震等の最終的な揺れの主因は、地上での岩石の破壊実験で生じる振動からも、摩擦面で起きる破壊とされている。震源域が広くずれが生じている時間が長ければ、それだけ長く揺れ続ける。津波は、海底のずれの動きそのものが海水に伝わって起きる。
地震の始まりは、岩盤内部の一点から破壊が始まり、急激に岩盤がずれて歪みを解放し始めることである。破壊が始まった一点が震源であり、破壊されてずれた部分が断層となる。このずれた部分は、地震波を解析する段階では便宜的に平面（断層面または破壊面と呼ぶ）と仮定し、断層面の向き（走向）や断層面の鉛直方向に対する角度（傾斜）、震源の位置、地震の規模などを推定する。震源断層が曲がったり複数あったりする場合は、後の解析や余震の解析により推定される。
震源で始まった岩盤の破壊範囲は、多くの場合秒速2 - 3kmで拡大し、破壊された岩盤は、速いときで秒速数 mでずれを拡大させていく。
以下は実際の例である。
- 1923年の関東地震では、神奈川県小田原直下付近から破壊が始まり、破壊は放射状に伝播して40 - 50秒で房総半島の端にまで至り、長さ130 km、幅70 kmの断層面を形成し、小田原市 - 秦野市の地下と三浦半島の地下で特に大きなずれを生じ、約8秒で7 - 8 mずれた[11]。
- 1995年の兵庫県南部地震では、明石海峡の地下17 kmで始まった破壊は、北東の神戸市の地下から、南西の淡路島中部にまで拡大し、約13秒で長さ40 km幅10 kmの断層面を形成した。

このようにして破壊が終結すると、一つの地震が終わることになる。この断層面の広さとずれの大きさは、地震の規模と関連している。多くの場合、断層面が広く、ずれが大きくなれば大地震となり、逆に小さな地震では破壊は小規模である。こうして一つの地震が終結しても、大地震の場合は断層面にはまだ破壊されずに残っていて、歪みをため込んでいる部分がある。それらの岩盤も、余震によって次第に破壊が進む。本震の前に発生することがある前震は、本震を誘発するものだという説、本震に先駆けて起こる小規模な破壊だという説などがあるが、はっきりと解明されていない。
本震の後に余震が多数発生する「本震 - 余震型」や、それに加えて前震も発生する「前震 - 本震 - 余震型」の場合は、応力が一気に増加することで発生すると考えられている。一方で群発地震の場合は、応力が比較的緩やかなスピードで増加することで地震が多数発生すると考えられている。
地震発生の物理過程は複雑で、地震の際に解放される弾性エネルギーは、地震波のエネルギーに変換されるほかに、熱や岩石破壊のエネルギーにも変換される。そしてほとんどの地震では、地震波になる方がはるかに少なく、その割合（地震効率ηS）はおよそ10%以下と考えられており、1%に満たないとする説もある。そして、スロー地震（スロースリップ）では地震波になるエネルギーは全くない。
熱や破壊に変換されていることは、断層周囲の破壊された岩石、断層ガウジ、摩擦熱で溶融した薄層などから確認できる。発熱による地下の熱流量異常が観測されない点はこの説明に疑問を投げかけるが、熱は地下水により散逸しているとの説がある。

### 地震発生のきっかけ
地震発生までのメカニズムは徐々に明らかになっているが、地盤や岩盤に溜まった応力の解放を促している引き金が何であるかはほとんどが謎のままになっていて、はっきりとした特定はなされておらず、様々な説が展開されている。この引き金に関しては、相関性の比較により統計学的に相関を見出すことは可能であるが、それが因果関係であるかを同定するのは地震学的な研究に頼るもので、分野が少し異なる。
水分の流入
兵庫県南部地震がフィリピン海プレートから生じた水によって誘発されたという説がある。また東北大学によれば、新潟中越沖地震や岩手・宮城内陸地震など複数の地震は断層直下のマグマが冷えたことで発生した水分が潤滑油の役割を果たし引き起こされたという。この他、7つの火山島からなるアゾレス諸島では雨が降ると2日後に小さな地震が起こったり、鉱山の水没域では雨水が流れ込むことで地震を誘発したりする例もある。
海洋プレートが沈み込んだスラブでは、カンラン石が高圧力環境で熱水と反応し脆い滑石を含んだ蛇紋岩化する。滑石への変化と圧力勾配の変化が地震発生の原因となるという発表もある。
潮汐力
太陽や月との潮汐が発生の引き金になるとの見方もある。特に、満月と新月時に強まった潮汐力が地震を誘発する可能性が指摘されており、スマトラ島沖では2004年の地震の8年前から潮汐力が強まった時間帯に地震が集中していたことも判明している。また、東北地方太平洋沖地震の誘発地震とみられる一連の長野県北部（栄村）地震では、約50 %という高い相関で潮汐による影響が確認されており、さらに東北地方太平洋沖地震の震源域においても断層が動く方向にかかる潮汐力の強さと地震発生数（Mw5以上）の相関関係が2000年頃を境に見られ始め、本震（2011年）の数年前より顕著となったが、本震発生後には再びこの関係性が見られなくなっている。防災科学技術研究所では、歪みが溜まっている地域に関して潮汐力が地震の引き金になっている可能性が高いとしている。この他、東京大学の地震科学研究グループらのは1万件以上の地震データから、潮汐力の強い時期に巨大地震の発生確率が上昇するという研究結果を英科学誌「ネイチャー ジオサイエンス」（2016年9月12日付電子版）に発表し、小さな岩石の破壊が潮汐力によって大規模な破壊へと発展していく可能性を示唆した。
地震（誘発地震）
大地震においては、遠地に地震波が到達し揺れている最中に地震が誘発されることがある。表面波の到達時に見られることが多く、これは動的な応力変化が原因とされている。また、遠く離れた場所で発生した地震の地殻変動が動的な応力変化を生じ、時間をおいてからも別の地震を誘発するという研究報告がある。

## 地震の規模と揺れの指標

### マグニチュード
一般的に、地震の規模を表す指標としては、エネルギー量を示すマグニチュードを用い、「M」と表記する。マグニチュードには算定方法によっていくつかの種類があり、地震学では各種のマグニチュードを区別するために「M」に続けて区別の記号を付ける。地震学ではモーメントマグニチュード (Mw) が広く使われる。日本では気象庁マグニチュード (Mj) が広く使われる。
他にもそれぞれの観測機関によって使用されるマグニチュードのタイプが異なる場合もあるが、その値は差異ができるだけ小さくなるように定められている。これらは最初にマグニチュードを定義したチャールズ・リヒターのものの改良版であり、基本的に地震動の最大振幅の常用対数を基礎とする。モーメントマグニチュードを除き、いずれのタイプも8.5程度以上の巨大地震や超巨大地震ではその値が頭打ちになる傾向を持つ。
この弱点を改善するために、地震学では地震モーメントから算出されるモーメントマグニチュード (Mw) が地震の規模を表す指標として用いられることが多く、これを単に「M」と表記することも多い（アメリカ地質調査所 (USGS) など）。
日本では、気象庁が独自の定義による気象庁マグニチュード (Mj) を発表しており、日本ではこれを単に「M」と表記することも多い。これに対し、多くの国では表面波マグニチュード (Ms) や実体波マグニチュード (Mb) のことを、単にマグニチュードと呼ぶことが多い。Mが1大きくなるとエネルギーは約31.6倍、2大きくなるとちょうど1,000倍となる。
人類の観測史上最も大きな地震、つまりマグニチュード (Mw) が最も大きかったのは、1960年のチリ地震(Mw9.5, Ms8.5)である。
ある地震のマグニチュードであっても、機関によって異なったり、複数の値を発表する場合がある。例えば東北地方太平洋沖地震のマグニチュードは9.0とされているが、これはモーメント・マグニチュードであり、従来の気象庁マグニチュードでは8.4である。なお発生直後から数度訂正されていて、気象庁マグニチュードで7.9と速報したが、後に8.4と修正し、さらにモーメントマグニチュードで8.8と発表し、最終的に9.0とした。アメリカ地質調査所 (USGS) は独自にモーメントマグニチュード9.1と発表している。

### 震度
地震動の大きさを表す数値として、速度や加速度、変位などがある。建築物や土木構造物の設計の分野では、応答スペクトルやSI値という指標も、地震動の大きさを表す方法として広く用いられている。一般的には、人体感覚、周囲の物体、建造物の被害の大きさなどを考慮して、地震動の大きさを客観的に段階付けた震度という指標が用いられる。
震度については、日本では気象庁震度階級（通称「震度」）、アメリカ合衆国では改正メルカリ震度階、ヨーロッパではヨーロッパ震度階 (EMS)、CIS諸国やイスラエル、インドなどではMSK震度階級が現在使用されているほか、ほかにもいくつかの指標がある。
地震の規模が大きいほど震度は大きくなる傾向にあるが、震源域からの距離や断層のずれの方向、断層の破壊伝播速度、地盤の構造や性質、地震波の特性などによって地上の揺れは大きく異なる。水や空気が多く含まれ土壌粒子の固結が弱い柔らかい地層ほど、また新しい地層であるほど揺れが増幅され、一般的には軟弱地盤と呼ばれるような平野部や河川沿いや埋め立て地が揺れやすい傾向にあるが、地盤改良や基礎方式によって揺れを低減することが可能である。
例えば東北地方太平洋沖地震は震度7とされているが、震度7は最大震度であって、公式に観測されたのは宮城県栗原市だけであり、例えば島嶼部を除く東京都では震度5強（千代田区大手町など18地点） - 震度3（奥多摩町など3地点）であった。「各市町村の震度」「各地域の震度」はその市町村・地域内に設置されている複数の観測点のうち最も揺れが大きかった値である。また、震度はその地域を代表する地点に設置された震度計が示す目安値であり、実際の土地に当てはめれば地盤の状態によって近傍の観測点に比べ最大1程度の差が生じるので、必ずしも被害状況と地点震度が一致しない場合がある。

### 物理量
地震の揺れの速度を表す単位として、カイン（kine, センチメートル毎秒）がある。
また、地震の揺れによる加速度を表す単位として、ガル（gal, センチメートル毎秒毎秒）がある。1秒間に1カインの加速度が1ガルである。重力加速度を超えることもありどんな重いものでも、固定していなければ床に対して動く。

## 地震の原因と種類

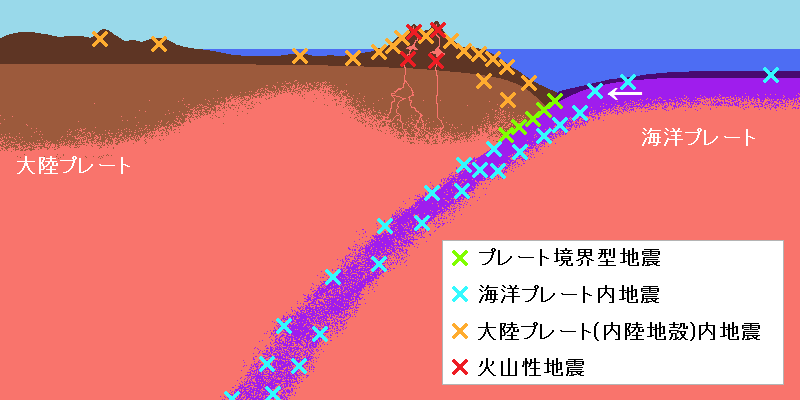
4種類の地震の発生場所。茶色系統が大陸系、紫色系統が海洋系で、いずれも薄い色の方がプレート、濃い色の方が地殻。

プレートテクトニクスの観点から地震を分類することができ、大きく分けて2通りの分け方がある。1つは断層で起こるもの（構造地震）とそうでないものに分けるやり方で、もう1つは複数のプレートの間で起こるもの（プレート間地震あるいはプレート境界地震, Interplate earthquake）とプレート内部で起こるもの（プレート内地震, Intraplate earthquake）に分けるやり方である。後者はよく使われており、さらに細かい分類もされている。
以下に分類と主な日本語呼称を挙げる。
- 複数のプレートの間で起こるもの（プレート間地震、プレート境界地震）[39]
  - 収束型境界（メガスラスト）で起こるもの
    - 海溝などの沈み込み帯で起こるもの（海溝型地震、海溝沿いのプレート間地震）[注 12][39]
    - 衝突型境界で起こるもの

  - 発散型境界で起こるもの
    - 海嶺で起こるもの（海嶺型地震）[39]

  - トランスフォーム断層で起こるもの（トランスフォーム型地震）[39]
- プレート内部で起こるもの（プレート内地震）
  - 大陸プレート内部で起こるもの（大陸プレート内地震、内陸地殻内地震、陸域の浅い地震[41]、内陸型地震[39][42]、断層型地震、直下型地震）
  - 海洋プレート内部で起こるもの（海洋プレート内地震）
    - プレートの下に沈み込む手前の海洋プレートで起こるもの（沈み込む海洋プレート内地震[41]、アウターライズ地震）
    - プレートの下に沈み込んだ後の海洋プレートで起こるもの（沈み込んだ海洋プレート内地震[41]、スラブ内地震[43]）

上の分類とは別に、火山体周辺で起こるもの（火山性地震）を特別に分ける場合がある。マグマや火山ガスの移動が地震を起こすほか、周囲よりも地殻が破砕されて弱いために応力が集中して地震が起こるなど、いくつかのメカニズムが知られている。
また、人工的な発破の振動などにより発生する人工地震も存在する。これに対して、自然に発生する地震を自然地震と呼ぶことがある。なお、ダムなど人工的な要因により引き起こされる自然地震もあり、誘発地震と呼ぶ場合がある（#その他参照）。
防災上の観点では、これらとは別に直下型地震（内陸地震）という分類を用いることがある。居住地域の直下で起こる浅発地震を指し、地域によってはプレート内地震だけではなくプレート間地震も起こる。南関東直下地震などの、都市で発生する直下型地震はリスクが大きいことから重要視されている。
また、地震動が小さい割に大きな津波が起こる地震を津波地震といい、顕著な例として1896年の明治三陸地震がある。。
地震に関連するものとして、振動を起こさないスリップあるいは滑りと呼ばれる現象がある。全く振動を伴わないものもあれば、付随して弱い低周波の振動を伴う低周波地震や、低周波微動などがあることが知られている。

### プレート間地震

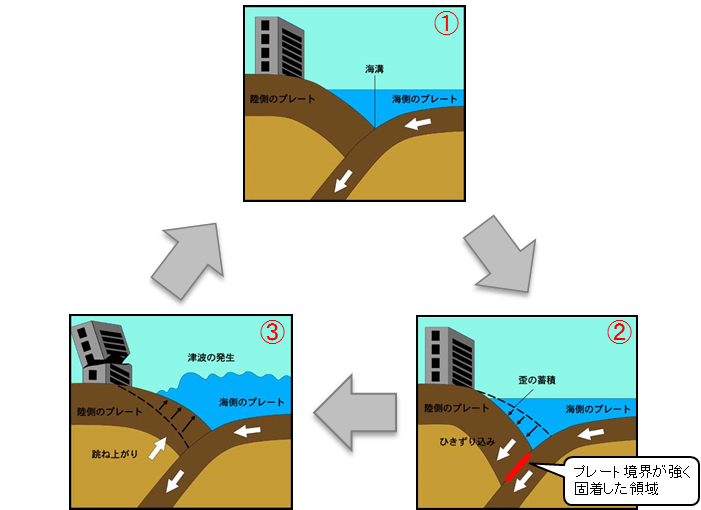
プレート境界型地震の発生のメカニズム

2つのプレートが接する場所では、異なる運動をしているプレート同士の境界にひずみが蓄積し、地震が起こる。このようなタイプの地震をプレート間地震、プレート境界地震あるいはプレート境界型地震と呼ぶ。
プレート同士の境界は、収束型（海溝と衝突型境界に細分される）、発散型、すれ違い型（トランスフォーム断層）の3種類に分けられる。発散型やすれ違い型は、地震が起こる範囲がプレート境界の周辺だけに限られ、震源の深さもあまり深くない。一方、収束型のうち海溝はしばしば規模の大きな地震を発生させ、衝突型は地震が起こる範囲が広く震源が深いことも多い。
海溝型地震
英名はMegathrust earthquakeがこの海溝型地震に近いニュアンスで使われている。海洋プレートが大陸プレートの下に沈み込んでいる海溝やトラフなどの沈み込み帯では、両者の境界が歪みを受けて地震が起こる。これを海溝型地震と呼ぶが、「海溝型地震」は海溝付近のプレート内部の地震を含める場合があるため、狭義に「海溝沿いのプレート間地震」と呼ぶ場合もある。ばねのように弾性力を蓄えた大陸プレートが跳ね返るというように解説されることがあるが、プレートが引き剥がされるわけではなく、他の地震と同様に2つの地殻面がずれる形で跳ね返る。1923年の大正関東地震や想定される南関東直下地震のように、海溝から離れた深いところにまで震源域は広がっている。
陸側のプレートが海側のプレートに衝上する低角逆断層型となるのが典型的。上から見ると、海溝の最深部をつないだ線である海溝軸よりも大陸プレート寄りの部分が震源域となる。1つの細長い海溝の中では、いくつかの領域に分かれて別々に大地震が発生する。地震の規模はM7 - 8と大きくなることがままあり、稀に複数の領域が同時に動いて後述のようにM9を超える超巨大地震となるケースもある。1つの領域では、およそ数十から数百年ほどの周期で大地震が繰り返し発生する。規模が大きい海溝型地震が海洋の下で発生した場合、津波が発生することがある。震源域が広く規模が大きいため、被害が広範囲にわたることがある。
発生しやすい場所は、チリ、ペルー、メキシコ、アメリカのアラスカ、アリューシャン列島や千島列島、日本、フィリピン、インドネシア、パプアニューギニア、ソロモン諸島、フィジー、トンガ、ニュージーランドなどの沖合いや海岸付近である。いずれも沿岸に海溝があり、大きな海溝型地震が発生する。
2004年にジャワ海溝で発生したスマトラ島沖地震も海溝型地震である。また日本近海では、十勝地方の沖合で繰り返し発生している十勝沖地震（2003年9月の地震はMw8.3、最大震度6弱）や同じく根室半島沖で繰り返し発生している根室半島沖地震など千島海溝における地震、2011年3月に三陸沖の日本海溝で発生した東北地方太平洋沖地震（Mw9.0、最大震度7）に加え、同海溝付近で繰り返し発生している三陸沖地震、近い将来にその発生が指摘され以前より地震観測網による監視体制が敷かれる駿河トラフにおける東海地震や南海トラフにおける東南海・南海地震、それらの地震（震源域）が連動することで超巨大地震となる可能性も想定されている南海トラフ巨大地震などが海溝型地震の例として挙げられる。さらに関東大震災の原因となった前述の関東地震（M7.9）も相模トラフのプレート境界がずれ動いたことによって発生した地震（「相模トラフ巨大地震」も参照）であり、海溝型地震に含まれる。
前述のスマトラ島沖地震や東北地方太平洋沖地震、過去に幾度も発生した南海トラフの巨大地震では、複数震源領域で短時間のうちに断層（プレート境界面）の破壊が起きる連動型地震となったため、広範囲における大規模な地震に発展している。また、大きな海溝型地震の後にはその震源域から離れた場所で内陸地殻内地震や海洋プレート内地震、または他の海溝型地震を誘発することがある（誘発地震）。
さらに、プレート境界のうち海溝寄りの浅い領域ではしばしば津波地震が発生する。東北地方太平洋沖地震では深い領域と浅い領域が連動して破壊されたため、強い揺れと大きな津波が同時発生したとされている。
海溝型地震に伴うプレート境界面のずれが表面にまで達した海底断層が生じ、主断層の他に平行して複数の分岐断層がみられることがある。東北地方太平洋沖地震では海底活断層やプレート境界面に沈み込んでいる海山が地震の発生に関係した可能性が指摘されているが、研究途上である。
衝突型境界で起こる地震
衝突型境界では、プレート同士が激しく衝突し合い、境界部分では強い圧縮の力が働いて地震が発生する。強い力によってプレートが砕け、その破片同士がずれたり、付加体がずれたりして地震が起こる。
大陸プレート同士が押し合い衝突しているヒマラヤ山脈・パミール高原・チベット高原や日本海東縁部などが主な発生地である。
日本国内で震度を観測した地震では、1999年9月の台湾集集地震 (Mw7.6、最大震度2) 、日本海東縁変動帯域を震源とする地震で、1983年5月の日本海中部地震（M7.7、最大震度5）、1993年7月の北海道南西沖地震（M7.8、最大震度6）など。
発散型境界で起こる地震
発散型境界でも地震が起こる。大洋を縦断する中央海嶺の中軸谷の下で発生するものは海嶺型地震と呼ばれる。震源の深さは概ね12 kmより浅く、地震の規模はM6を超えることがほとんどない。発震機構を見ると張力軸が水平かつ海溝に直角で、正断層型のものが典型的。
東太平洋海嶺、オーストラリア南極海嶺、中央インド洋海嶺、南西インド洋海嶺、大西洋中央海嶺など各地の海嶺で地震が発生する。アイスランドやアフリカの大地溝帯では、陸上にある海嶺（地溝）の影響で正断層型の地震が発生する。
すれ違い型境界（トランスフォーム断層）で起こる地震
トランスフォーム断層では、プレートのすれ違いによって地震が起こる。多くは海嶺周辺の海底で起こるが、陸地で起こるものもある。
主な発生地には、アメリカ西海岸のサンアンドレアス断層、ニュージーランドのアルパイン断層、トルコの北アナトリア断層などがある。
発生例としては、1906年4月のサンフランシスコ地震 (M7.8) などが挙げられる。

### 内陸地殻内地震
海洋プレートが沈み込んでいる大陸プレートの端の部分では、海溝から数百 km離れた部分まで含む広い範囲に海洋プレートの押す力が及ぶ。その力はプレートの内部や表層部にも現れるため、プレートの表層部ではあちこちでひび割れができる。このひび割れが断層である。
周囲から押されている断層では、押された力を上下に逃がす形で山が高く、谷が深くなるように岩盤が動く（逆断層）。また、大陸プレートの一部分では、火山活動によってマグマがプレート内を上昇し、プレートを押し広げているような部分がある。また、周囲から引っ張られている断層でも、引っ張られた力を上下に逃がす形で山が高く、谷が深くなるように岩盤が動く（正断層）。また、押される断層・引っ張られる断層であっても、場所によっては断層が水平にずれ、岩盤が上下に動かないこともある（横ずれ断層）。
このようなタイプの地震を内陸地殻内地震あるいは大陸プレート内地震と呼ぶ。伊豆半島や伊豆諸島、ニュージーランドなどは海洋プレートの上に位置しているが、これらの場所で起こるプレート内地震もこのタイプの地震として扱われる。このタイプの地震では地表に断層が出現しやすいため、断層型地震、活断層型地震などとも呼ぶが、プレート間・大陸プレート内・海洋プレート内地震は全て断層運動によって発生することに注意する必要がある。内陸の断層は都市の直下や周辺にあることも少なくなく、直下型地震とも呼ぶが、関東地震のように陸地の直下を震源とする海溝型地震もあるため、それと区別する意味で「陸域の浅い場所を震源とする地震」のような言い方もされる。
地震の規模は活断層の大きさによるが、多くの断層はM6 - 7、大きいものではM8に達する。海溝型地震と同じように、長い断層はいくつかの領域に分かれ、別々に活動する。同一の活断層での大きな地震の発生は、数百年から数十万年に1回の頻度とされている。都市の直下で発生すると甚大な被害をもたらすことがあるが、大きな揺れに見舞われる範囲は海溝型地震と比べると狭い領域に限られる。初期微動を検知するという原理上、緊急地震速報が間に合わないこともある。
1976年7月の唐山地震（M7.8、死者24万人・20世紀最大）、1995年1月の兵庫県南部地震（M7.3、最大震度7、死者約6,000人）や2000年10月の鳥取県西部地震（M7.3、最大震度6強）、2004年10月の新潟県中越地震（M6.8、最大震度7）や2007年3月の能登半島地震（M6.9、最大震度6強）、新しいものでは2008年6月14日に発生した岩手・宮城内陸地震（M7.2、最大震度6強）や2010年1月のハイチ地震（Mw7.0、死者32万人）などが該当する。2012年11月に福島県沖で相次いで発生したM5クラスの地震もこれに該当する。
また海溝型地震に比べて地上で起こることが多いため津波を伴わないことも多いが、日本海のように大陸プレートの上にある海の下にまで断層（震源域）が及んだ場合は津波が発生する。1964年6月の新潟地震や1983年5月の日本海中部地震、1994年7月の北海道南西沖地震、2024年1月の能登半島地震がこれに該当する。
アメリカ西海岸、ニュージーランド、日本、中国、台湾、フィリピン、インドネシア、アフガニスタン、イラン、トルコ、ギリシャ、イタリア、スイスなどに活断層が密集しており、大きな断層型地震が頻発する。
このタイプの地震はしばしば甚大な被害をもたらすため、将来の地震発生予測を目的に、1980年以後日本全土の活断層が調査され、危険な断層を順次評価している。兵庫県南部地震の前に公表された活断層の地図には他の大断層類と同時に「危ない断層」として有馬・高槻・六甲断層帯が危険と表示されていた。この調査は以後も継続して続けられている。
一方、ヨーロッパ中部・北部、アメリカ中部、オーストラリアなどには、過去の造山運動に伴ってできた断層があるが、その中には現在も動いている活断層がある。このような断層は、時々動いて最大でM4 - 5程度の地震を起こし、稀に被害が出ることもある。また、そのような地域でもニューマドリッド断層帯のように活断層が存在し、頻繁に活動している場合がある。

### 海洋プレート内地震
沈み込みの運動をしている海洋プレートでも地震が発生する。このようなタイプの地震を海洋プレート内地震あるいはプレート内地震と呼ぶ。単にプレート内地震と呼ぶときはほとんどの場合このタイプを指し、大陸プレート内地震は含まれない。プレート間地震と合わせて海溝型地震と呼ぶこともある。海洋プレートにおける地震は大きく以下の2種類に分けられる。「沈み込んだ海洋プレート」では震源が深くなる傾向にあり、「これから沈み込む海洋プレート」では浅くなることが多い。
沈み込んだ海洋プレート内（スラブ内）で起こる地震
海溝を経て大陸プレートの下にもぐりこんだ海洋プレートは、マントルの中を沈み込んでいる途中で割れたり、地下深部でスタグナントスラブとなって大きく反り返って割れたりして、地震を発生させることがある。海洋プレートが沈み込んだ部分であるスラブ（板=プレート）の中で発生するので、スラブ内地震と呼ばれる。また、震源が深いことから深発地震とも呼ばれる。
一般に震源が深い。したがって震源と震央の距離は長い場合が多いが、規模が大きなものは被害が出ることもある。また深い分、広範囲で最大震度に近い揺れに見舞われることにもなる。地震波の伝わりやすさは、プレートの位置関係やマントルの深さなどでそれぞれ異なるため、震源から離れた場所で揺れが大きくなる異常震域が発生しやすいのも特徴である。
20世紀末以降の例では、1987年12月の千葉県東方沖地震（M6.7、深さ50 km、最大震度5）、1992年2月の浦賀水道の地震（M5.7、深さ92 km、最大震度5）、1993年1月の釧路沖地震（M7.5、深さ101 km、最大震度6）や2003年5月の宮城県沖の地震（M7.1、深さ72 km、最大震度6弱）のような被害事例が見られる。
この他、2011年に発生した東北太平洋沖地震の余震でもこのタイプの地震が発生している他、2001年3月の芸予地震、2015年5月30日小笠原諸島西方沖の深さ682kmで起きたM8.1の地震もこのタイプである。
これから沈み込む海洋プレート内（アウターライズ）で起こる地震
海洋プレートが陸地側に潜り込んだ歪みを解消するため陸地側プレートが反発した時に、プレート境界型地震が起こる。歪みはこれから沈み込む海洋プレート側（海溝よりも更に沖側）にもたまっており、海底が隆起している場合がある（アウターライズ・海溝上縁隆起帯）。この歪みはプレート境界型地震の発生によって解消されるとは限らず、プレート境界型地震の前後などに、解消されなかった歪みによってずれや割れが生じ、地震を発生させることがある。アウターライズ（海溝上縁隆起帯）で発生するため、主にアウターライズ地震と呼称される（なお、こちらもスラブ内地震とする場合がある）。
一般に反り返った先のもっとも高い（浅い）場所が張力を受けて破壊される正断層型の地震が多い。これとは逆に震源が深い場合は圧力が働き逆断層型となる。遠方の海域で発生するため、陸地において地震の揺れそのものによる被害は少ないことがほとんどであるが、M8を超える地震がしばしば発生し、押し波から始まる津波により海溝型地震に匹敵する津波災害を引き起こすことがある。このため、津波地震と同様に地震発生直後の避難が遅れて被害が拡大する恐れがある。また、大きなプレート境界型地震の後に発生する場合もあることから警戒を要するものである。
1933年の昭和三陸地震（M8.1、1896年・M8.2の明治三陸地震の37年後）、2007年千島列島沖地震（M8.2、M7.9の2006年千島列島沖地震の2か月後）、2012年のスマトラ島沖地震（M8.6、M9.1の2004年のスマトラ島沖地震の8年後）などの例がある。この他、2011年に発生した東北地方太平洋沖地震の余震でもこのタイプの地震が発生している。

### 火山性地震
海溝の周辺の火山弧、ホットスポット、海嶺、ホットプリュームの噴出地域では、マグマの移動や熱せられた水蒸気の圧力、火山活動に伴う地面の隆起や沈降が原因となって地震が発生する。これらの地震を火山性地震という。火山性地震は断層の動きだけでは説明できない部分があるので、上記の3分類とは分けて考えることが多い。地震動も上記の地震とは異なる場合がある。
火山性地震は地震動の性質から2つのタイプに分けられる。P波とS波が明瞭で、一般的な断層破壊による地震と大差がないA型地震、および紡錘型の波形を持つB型地震である。B型地震はさらに周期の違いによってBL型地震とBH型地震に分けられる。広義では火山性微動も地震に含む。また、火道の圧縮やマグマの爆発・爆縮によって、一般的な断層破壊では見られない特殊な発震機構（メカニズム）を持つ地震も起こりうる。

### その他

#### 人為的・外部的要因による誘発地震
主に人為的な原因や人工物の影響で引き起こされる地震。なお、人為的によらない外部的な要因としては、様々な自然現象などが地震の引き金になっている可能性も指摘されている（詳細は後節の「#地震発生のきっかけ」を参照）。
大質量の移動による誘発
超高層建築物・ダムの建設、地面の掘削・造成、石炭・石油や天然ガスなどの採掘が地下構造を変え、地震を誘発することがある。また、ダムの貯水でも地下の岩盤における間隙水圧・応力が変化して地震を誘発することがある。
例えば1940年には、アメリカのフーバーダム付近でM5の地震が発生した。また、インド・マハラシュトラ州西部のコイナダム付近では、1962年の貯水開始後から地鳴りと小さな地震が発生し、1967年12月10日にはM6.3の地震が起こり180人が死亡、およそ2,000人が負傷した。同時期にはダムは最高水位に達しており、貯まった水の水圧によって誘発されたものだとされている。
電流による誘発
地中に電流を流すことで地震が誘発されると言う実験結果がある。ソビエト連邦がキルギスの天山山脈で、2.8 kAの電流を百回以上地下に流し込む実験を行ったところ、約2日後から地震が増え、数日のうちに収まるという現象が起こった。
流体注入による誘発
水分やガスといった流体が地中に注入されることで地震が誘発されることがある。なお、自然界でも同様の現象が発生している（後述）。
ロッキー山脈のアメリカ軍の兵器工場で、1962年3月から深さ3670メートルの地下に廃水を廃棄し始めたところ、1882年以来80年間も地震が全くなかった場所に地震が発生し始めた（デンバー地震）。注入量や圧力に比例するように地震の数が増減した。また、2007年12月にスイスのバーゼルで地熱発電に利用する蒸気を発生させるために地下5,000メートルの花崗岩層に熱水を注入したところ、最大M3.4の地震が2度発生した。この地域では以前から有感地震が発生していた。同様に、鉱山内のガス流体による地震の誘発作用も示唆されている。また、シェールガス採掘のために地中に注入された水が引き金となったことが報告されている。

#### 地震以外の発震現象
地震とは異なり、断層のずれを伴わずに地表に揺れを引き起こす発震現象。
氷震
氷河の運動によって、自然地震に似た発震現象（氷震）が発生している。
人工震源

主に軍事的な目的による爆弾の爆発、土木工事や地質調査（地震探査）による爆薬の発破などがある。これらは地震波を発生させるが、「P波に比べてS波が小さい」、「表面波が卓越する」、「すべての観測点でP波が押し波で始まる」などの特徴があり、自然地震との判別は可能である。核爆発によるものは代表的な人工震源のひとつであり、地震波を放出する性質を利用して精密地震計による核実験の監視が行われている。

天体の落着
恐竜絶滅の要因と目され、現在地球で三番目の規模の小惑星衝突跡として知られる、チクシュルーブ・クレーターを生み出したチクシュルーブ衝突体の落着により起こった地震の規模は、マグニチュード11以上と推定されている。

## 地震の原因論とメカニズム論の展開

### 神話など
日本（大和民族）では古来より「地中深くに大ナマズが存在し、その大ナマズが暴れることにより大地震が起きる」という俗説が信じられていた。現代においてもよく知られた俗説だが、ナマズが地震を予知できる根拠は見つかっていない。江戸時代には安政の大地震を期に鯰絵と呼ばれる錦絵が流行するなど、日本人にとって地震とナマズが身近な関係にあったことがうかがえる。また、鹿島神宮にはこの大ナマズを抑えるという要石があり、地震の守り神として信仰されている。地震避けの呪歌に、万葉集の歌を使った「ゆるぐともよもや抜けじの要石鹿島の神のあらむ限りは」（要石は動きはしても、まさか抜けることはないだろう、武甕槌神がいる限りは）というものがある。
北海道のアイヌには、「地下には巨大なアメマスが住んでいる。これが暴れて地震が起きる」という、日本（大和民族）とよく似た伝承があった。そこで地震が発生すれば、地震鎮めの呪いとして囲炉裏の灰に小刀や火箸を刺し、アメマスを押さえつけるまねごとをした。鵡川町から平取地方では、地震が発生した際に「イッケアトウエ、エイタカシュ、アエオマ（おとなしくしないと腰を突き刺すぞ）」などの呪文の文言を叫び舞う儀式の記録が保存されている。
台湾では、地中深くに地牛という大きな牛が存在し、その地牛が寝返りをうつと地震を起こすという伝説がある。
中国では古来から、陰陽説の考え方を背景にして、地震とは陰の性質を持った大地から陽の性質を持った大気が出てくるときに起こるものという説明があった。また福建省では、地震を起こすのはネズミであると言う神話上の伝承が存在する。
北欧神話においては地底に幽閉されたロキが、頭上から降り注ぐ蛇の毒液を浴びたときに震えて地震が起きるとされている（詳細はロキを参照のこと）。ギリシア神話ではポセイドンが地震の神とされた。
フィンランドの先住民族は、地震が起こるのは大地の下で、大地を支える死の国の老人の手が震えるからとされている。
北アメリカでは、クジラが地震や津波を起こすとされ、海に棲むウンセギラという巨大な雌水蛇が大津波をおこす。
メキシコ、マヤ民族のツォツィル語系インディオでは、大地の4本または8本の支柱が揺れ動くと地震がおこるとされている。
古代エジプトでは、大地の神ゲブの笑い、またはヌトと離れた悲しみが地震をおこすという。
仏教では、地震は傲慢と不平が原因で起こされる自然災害であり、自然災害が起きるのを防ぐには戒・定・慧を勤修し、三毒を息滅することが必要だと教えている。

### 科学的探究
古代ギリシアでは、自然哲学者アナクシメネスが土が大地の窪みにずり落ちることが原因だと考えた。アナクサゴラスは地下で激しく水が流れ落ちることを原因と考えた。その後、アリストテレスは四元素説を基に、地震は地中から蒸気のようなプネウマ（気、空気）が噴出することで起こると説明した。これらを受けて、セネカは地下での蒸気の噴出によって空洞ができ、そこの地面が陥没するときに地震が起こるという説を立てた。
132年、後漢の張衡が世界最初の感震計である「候風地動儀」を発明したとされる。口に玉をくわえた八匹の竜が八方向を向いており、中国のどこかで地震が起きると、その方向の竜が玉を落とす仕掛けになっていたという。
地震に関する日本最古の記録として、416年（允恭5年）と599年（推古7年）に発生した地震のことが日本書紀に記されている。古代の日本では「なゐふる」という言葉が使われていたことが古事記や日本書紀で確認できる。1903年以前に生まれた者を対象にした国立国語研究所作成の「日本言語地図」では「ない」「なえ」などの呼び名が岩手と九州・沖縄に分布していたことが確認されている（方言周圏論）。
菅原道真は870年（貞観12年）に方略試という当時最高峰の国家試験を受けたが、そのうちの一問が「地震ヲ弁ズ」（「地震について述べよ」の意か）というものであった。道真は「彼漢の張衡が之機巧」と候風地動儀を引用して回答している。
中世アラビアではイブン・スィーナーが、地面が隆起することが原因だとする考えを示した。
18世紀、リスボン地震をきっかけにジョン・ミッチェルが地震の研究を行い、火山の影響で地中の水蒸気が変化を起こすことが原因という説を発表した。
江戸時代後期に佐久間象山が日本で初となる地震を予知をする機器「地震予知器」を開発した。安政江戸地震を機に、大地震の予兆について人々から聞いた話を元に作られた道具で、磁石の先端に火薬が付けられ、その火薬が落ちると大地震が来るというものだったが、実際に機能したかは疑問視されている。
19世紀末、お雇い外国人として日本にいたジョン・ミルンやジェームス・アルフレッド・ユーイングが地震を体験したことがきっかけとなり、日本地震学会が設立され、地震計の開発や地震の研究が進み始めた。地震の波形から震源を推定する方法が発見されたり、アンドリア・モホロビチッチがモホロビチッチ不連続面を発見して地球の内部構造の解明の足がかりとなったりした。ミルンは、イギリスで地震の研究を進めて同国に近代地震学が確立された。現在イギリスには世界中の地震の観測情報を集積している国際地震センター (ISC) が設置されている。
20世紀に入って、リチャード・ディクソン・オールダムが地球の核（コア）を発見、ベノー・グーテンベルグがグーテンベルク不連続面を発見するなどし、地球物理学が次第に進展するとともに、アルフレート・ヴェーゲナーの大陸移動説から発展したマントル対流説や海洋底拡大説がプレートテクトニクスにまとめられ、地震の原因として断層地震説と弾性反発説が定着した。ただ、断層地震説と弾性反発説によって一度否定された岩漿貫入などは、2説を補完する説として考える学者もいる。

## 地震動・地震波と揺れ

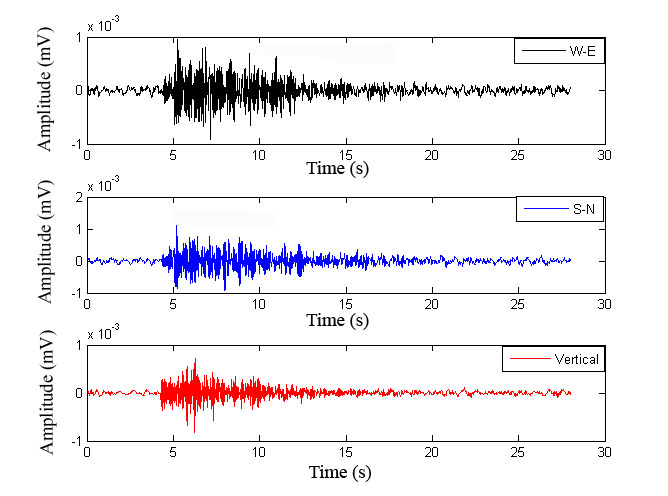
地震の波形。■ (上段)：東西動成分、■ (中段)：南北動成分、■ (下段)：上下動成分。

P波とS波の伝わり方を示したアニメーション

地表では、P波による揺れが始まってからS波が到達するまでは、初期微動と呼ばれる比較的小さい揺れに見舞われる。その後、S波が到達した後は主要動と呼ばれる比較的大きい揺れとなる。震源から数十 km以上と離れている場合にはこのような揺れの変化が感じられるが、震源が近い場合はP波とS波がほぼ同時に到達するため分からない。また震源から近い場所では、P波が到達する前後にレイリー波も到達し、同じく揺れを引き起こす。S波は液体中を伝播しないため、海上の船などでは、P波のみによって発生する海震と呼ばれる揺れに見舞われる。
被害を引き起こすような揺れのもとは主にS波だが、レイリー波、ラブ波、P波も振幅や周期によっては被害を引き起こすような揺れとなる。
また、揺れの大きさは震源からの距離に比例すると思われがちであるが、厳密には「震源域からの距離」に比例する。一方で、地盤の特性により思わぬところで揺れが大きくなる場合がある。例えば、阪神・淡路大震災を引き起こした兵庫県南部地震では、震度7の被害地域が「震災の帯」と呼ばれる帯状に生じた。これは震源域である断層直上であることが原因の1つだったほか、地盤の柔らかい大阪平野が阪神間に帯状に伸びていたこと、六甲山地と大阪平野の境界部で地震波の干渉や増幅が発生したことが原因とされていて、「震災の帯」は震源から約30 km離れた地域まで延びている。
地震波 / 地震動の周期は、被害を受ける構造物と一定の関係性がある。構造物にはそれぞれ、固有振動周期の地震波に共振しやすい、周波数が違うと曲げ・ねじれ・伸縮などの変形の「型」も変わるといった、地震動を受けた際の振動特性があり、地震工学や建築工学においては重要視される。構造計算においては、さまざまな固有振動周期や減衰定数をもつ構造物の応答スペクトルを解析して、地震動に対する構造物の特性をみる。
例えば、日本家屋のような木造住宅は周期1秒前後の短周期地震動が固有振動周期にあたるため、周期1秒前後の地震動によって共振が発生し非常に強く建物が揺さぶられ、壊れやすく被害が拡大しやすい。この周期の地震波はキラーパルスと呼ばれており、兵庫県南部地震の波形がそうであった。一方、高層建築物は周期5秒以上の長周期地震動が固有振動であり、地震波が堆積盆地を伝わる過程で増幅しやすい長周期地震動によって、平野部の高層建築物の高層階では大きな被害が発生する。一般的に規模の大きな地震ほど周期が長い地震動の大きさ（振幅）も増す傾向にあり、周期が長いほど低減衰のため遠くまで到達して被害をもたらす。このほかに、M9を超えるような巨大地震の際に観測される、超長周期地震動または地球の自由振動と呼ばれる周期数百秒以上の地震動がある。この超長周期地震動の中には地球の固有振動周期に当たる地震動もあり、地球全体が非常に長い周期で揺れることもある。
なお、地震波 / 地震動の周期は地震の規模や震源距離に関係が深い。大地震と称されるM7程度までは短周期が卓越し、それ以上になると規模が大きいほど長周期が卓越する傾向にあり、海溝型の巨大地震では長周期地震動が大きくなると考えられている。また、周期が長いほど減衰しにくいため、震源から遠いほどゆっくりとした揺れを感じやすい傾向にある。規模の大きな地震では、短周期の振幅が規模と比例しないため、長周期の波形から（モーメント）マグニチュードを算出する。
地下の構造、特に地面に近い表層地盤の構造（表層地盤増幅率）や地下のプレートの構造によって、地震動全般に対する揺れやすさ、揺れやすい周期、あるいは地震波の伝わり方が異なる。そのため地震の際、震度が震央からの距離に完全に相関して、きれいに同心円状に分布することはほぼない。稀に震央と異なる地域で揺れが最も大きくなることがあり、異常震域と呼ばれる。一般的に、地表の含水率や間隙率が高い泥質地盤が最も揺れやすく、礫が多くなり岩盤に近くなるほど揺れにくくなる。また、完新世（1万年前以降）に堆積した沖積層など新しい層に厚く覆われていると揺れやすく、洪積層（更新世、258万年 - 1万年前）やそれ以前（新第三紀かそれ以前）の層に覆われていると揺れにくい傾向にあるが、一概には言えず、厳密には地盤調査によるN値や基盤岩深度などから推定する。また表層が砂質地盤で地下水位が高い場合は揺れに伴って液状化現象や側方流動が起こる。
また、多くの地震計は周期0.2 - 0.3秒前後の地震動を感知しやすいため、周期0.2 - 0.3秒で大きく周期1秒で小さい地震では震度に比べて被害が軽かったり、逆に、周期0.2 - 0.3秒で小さく周期1秒で大きい地震では震度に比べて被害が甚大だったりといったことが起こる。ただし、これには地震計の設置場所と地下構造の問題もあるとされる。

## 主な地震帯と地震の頻度

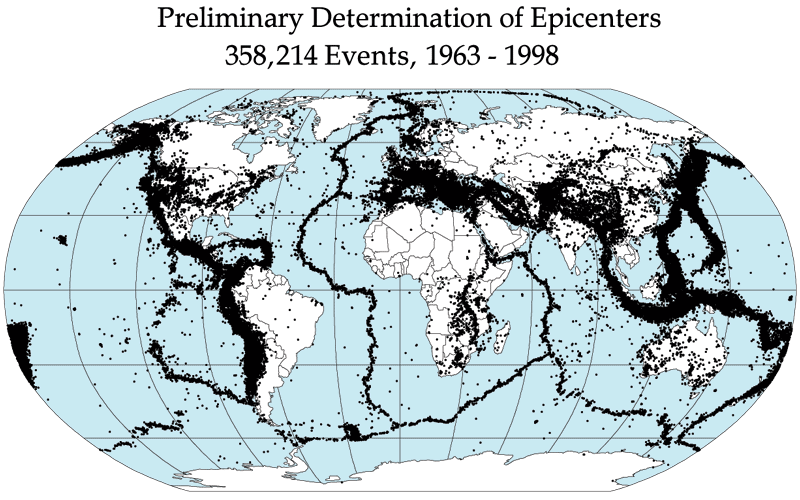
1963年から1998年に発生した、35万回以上におよぶ地震の分布図。地震の震央の分布にはっきりしたパターンがある。

主な地震の震源を地図にして地球の表面を概観すると、プレートテクトニクス理論における「環太平洋造山帯」や「アルプス・ヒマラヤ造山帯」の周辺は地震が特に多い地域があることが分かる。前述の2つの造山帯も含めた新期造山帯で最も地震が多く世界の地震活動の大部分を占める。このほか、ヨーロッパ西部やアジア北部などの古期造山帯でも比較的多く地震が発生する。
これらの地域は造山帯または地震帯（火山に着目した場合火山帯とも呼ぶ）と呼ばれ、地殻や地面の活動（移動）が活発で、地震も活発である。しかし、この地図はあくまで一定期間に発生した地震を集計したものであり、「地震の起こりやすさ」を表したものだが、この地図で地震が少ない国・地域（カナダ、ロシア、ブラジル、アフリカ大陸など）でも絶対に地震が発生しない、とはいいきれず、どの陸地でも地震は発生しうる。
ただし、地震の多い地域と、地震による被害が大きい地域は異なる。地盤の揺れやすさ、人口密度の大小、建造物の強度、社会情勢などによって被害や救助復旧の様子が異なるためである。一方、同じ地域においても、地震が発生する時間や時期などによっても被害は異なり、例えば調理を行う食事時間前や暖房を多く使う時間帯においては火災の多発、大都市では平日昼間における帰宅困難者の発生などが挙げられる。また、地震の規模が大きくなるほど断層の長さが長くなり、被害地域が広くなる傾向にある。津波が発生した場合は、揺れが小さい沿岸部や揺れが全くなかった遠隔地に津波が押し寄せ被害をもたらす。ハワイ諸島などは太平洋の中心にあって周囲に島が少ないため、環太平洋各地の遠隔地津波を受けやすいことで知られる。
| Ms  | 名称         | 震源が浅い場合に想定される被害                                    | 日本周辺 防災研 | 地球 USGS | 地球 USGS |
| --- | ------------ | ----------------------------------------------------------------- | --------------- | --------- | --------- |
| 9+  | 巨 大 地 震  | 数百 - 1,000 kmの範囲で大きな地殻変動を生じ、広域で大災害・大津波 | 数百年に1度     | 1         | 0.3       |
| 8.5 | 巨 大 地 震  | 内陸では広域大災害、海底であれば大津波                            | 10年に1度       | 1         | 0.3       |
| 8.0 | 巨 大 地 震  | 内陸では広域大災害、海底であれば大津波                            | 10年に1度       | 1         | 1.1       |
| 7.5 | 大 地 震     | 内陸では大災害、海底であれば津波                                  | 1-2             | 17        | 3.1       |
| 7.0 | 大 地 震     | 内陸では大災害、海底であれば津波                                  | 1-2             | 17        | 15        |
| 6.5 | 中 地 震     | 震央付近で小被害、M7に近くなると大被害                            | 10-15           | 134       | 56        |
| 6.0 | 中 地 震     | 震央付近で小被害、M7に近くなると大被害                            | 10-15           | 134       | 210       |
| 5   | 中 地 震     | 被害が出ることは少ない。                                          | 120             | 1,319     |           |
| 4   | 小 地 震     | 震央付近で有感、震源がごく浅いと軽い被害                          | 約1,000         | 13,000    |           |
| 3   | 小 地 震     | 震央付近で有感となることがある                                    | 約1万           | 13万      |           |
| 2   | 微小 地震    | 極まれに有感                                                      | 毎時10回        |           |           |
| 1   | 微小 地震    |                                                                   | 毎分1 - 2回     |           |           |
| 0   | 極 微小 地震 |                                                                   |                 |           |           |
| -1  | 極 微小 地震 |                                                                   |                 |           |           |

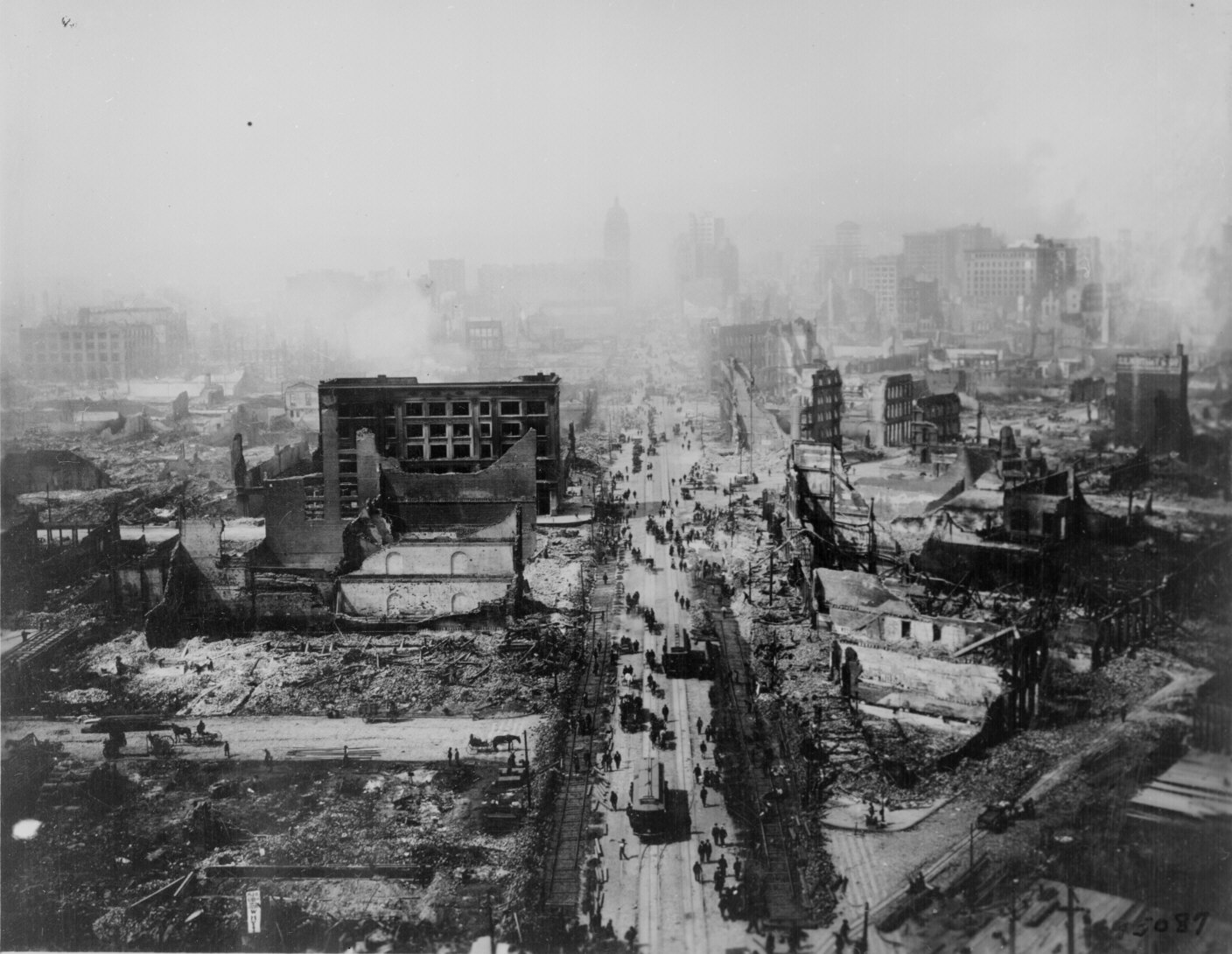
1906年サンフランシスコ地震後の町の様子。建物が崩れ、煙が上がっている。

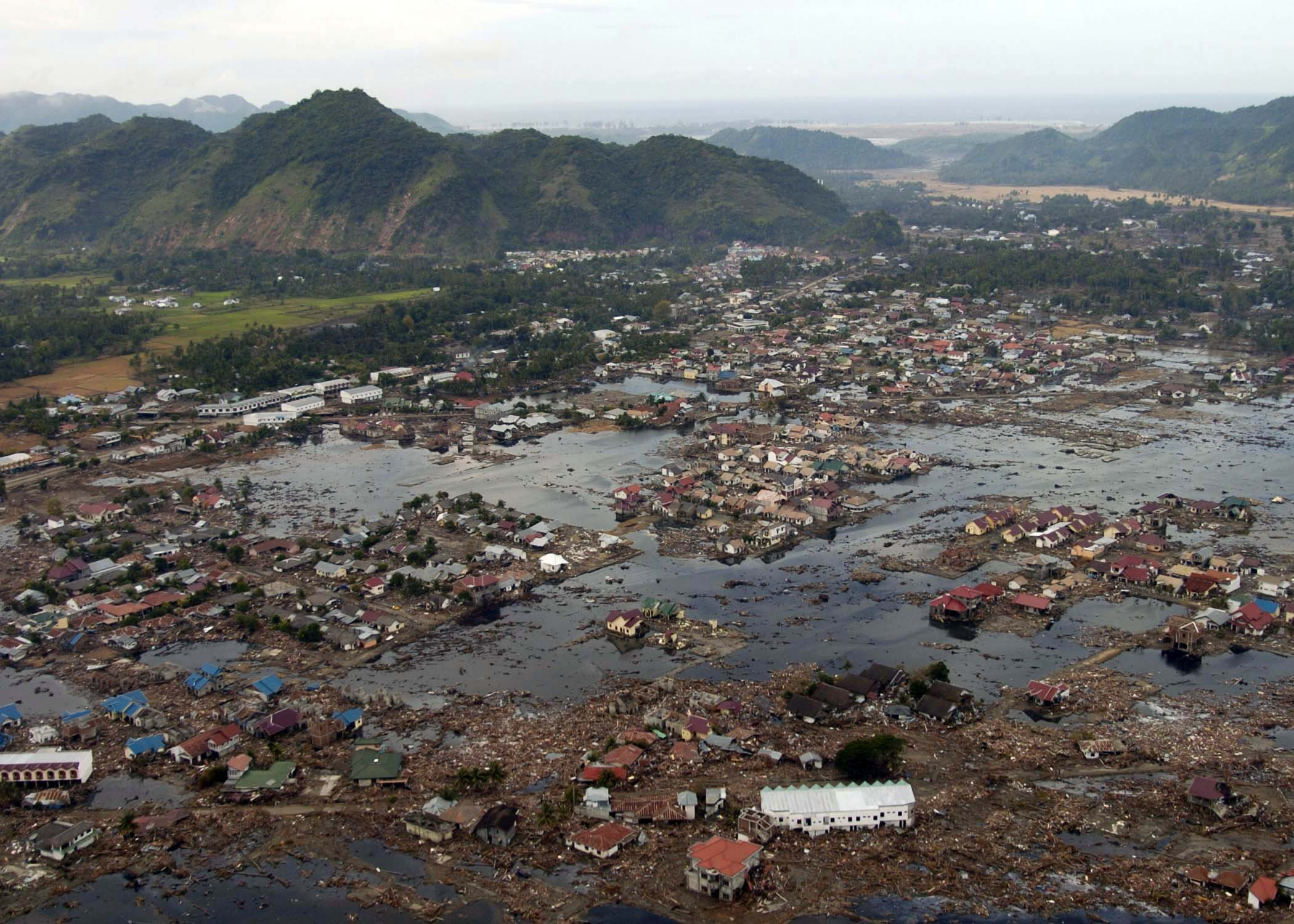
スマトラ島沖地震による津波に襲われたスマトラ島の町の様子。水や流木が町のほとんどを覆っている。

地球上で1年間に現行のネットワークで現行の機器で観測される地震回数は約50万回と推定されており、その内10万回が有感地震である。1年間にM5以上の地震が平均約1,500回、M2以上の地震が平均145万回発生している。数の上では、世界で発生する地震の1割程度が日本付近で発生しているといわれ、また1996年から2005年の期間では世界で発生したM6以上の地震の2割が日本で発生しているとの統計があり、客観的に見ても日本は地震の多い国と考えられる。
地震の発生の頻度が過去と比べて増加したかどうかということは、局地的に見ることはできても、全世界的に見ることは現状では難しい。地震の発生数のデータは、地震計の精度の向上や観測点のネットワークの状況などに左右される。世界的に見ても目が細かい日本の高感度地震観測網でも1990年代後半以降のデータであり、世界を見ても微小地震・極微小地震を捉えられるような観測網は少なく、海底となればその傾向は顕著である。

### 主な活断層・海溝・海盆
防災上、地震を引き起こす可能性の高い活断層の存在は注目される。日本では主要な数百の活断層の位置と再来間隔や規模などが調査・発表されている。活断層と同様に活褶曲も地震を発生させうるほか、活断層が無い地域に新たに断層が発生する可能性も否定できない。そのため、活断層の調査を中心とした地震防災に対する批判も存在している。
地球上の活断層（地溝・海溝・海盆などを含む）のうち、主なものを挙げる。これらは周期的に大地震を発生させると考えられている。このほか、地震活動が活発で多くの活断層を擁する歪集中帯と呼ばれる地域がある。
断層
- 糸魚川静岡構造線（日本、本州中部 ※場所により活動度に差がある）
- 中央構造線（日本西部 ※場所により活動度に差がある）- 1596年慶長伊予地震
- 根尾谷断層（日本、岐阜県西部）- 1891年濃尾地震
- 信濃川断層帯（日本、長野県北部）- 1847年善光寺地震
- 富士川河口断層帯（日本、静岡県中部）
- 野島断層（日本、兵庫県南部） - 1995年兵庫県南部地震
- アルパイン断層（ニュージーランド南島）
- カラヴェラス断層（アメリカ、サンフランシスコ・ベイエリア）
- ヘイワード断層帯（アメリカ、サンフランシスコ湾東岸）
- サンアンドレアス断層（アメリカ、カリフォルニア州）- 1906年サンフランシスコ地震
- ニューマドリッド断層帯（アメリカ中部 ※古期造山帯）
- グレートグレン断層（グレートブリテン島、スコットランド ※古期造山帯）
- アナトリア断層帯（トルコ北部）- 1719年・1999年イズミット地震
- スマトラ断層（インドネシア、スマトラ島）

海溝・海盆・沈み込み帯

- チリ海溝（チリ西岸）- 1960年・2010年チリ地震
- ペルー海溝（ペルー沿岸）- 2001年・2007年ペルー地震
- 中央アメリカ海溝 （中央アメリカ西岸）- 1985年メキシコ地震
- カスケード沈み込み帯（北アメリカ西海岸沖）- 1700年カスケード地震
- アリューシャン海溝 - 1946年・1957年・1965年アリューシャン地震、1964年アラスカ地震
- 千島海溝（北海道南東沖・千島列島南岸）- 1952年・2003年十勝沖地震、1894年・1973年根室半島沖地震、2006年・2007年千島列島沖地震
- 日本海溝（東北・関東太平洋沖）- 1896年・1933年三陸沖地震、1936年・1978年宮城県沖地震、2011年東北地方太平洋沖地震
- 相模トラフ（相模湾沖）- 1703年・1923年関東地震
- 駿河トラフ（駿河湾沖）- 1854年東海地震
- 南海トラフ（紀伊半島・四国沖）- 1854年・1946年南海地震、1854年・1944年東南海地震
- スンダ海溝（ミャンマー沖 - スマトラ島南岸）- 2004年・2005年・2007年・2010年スマトラ島沖地震
- ジャワ海溝（ジャワ島南岸）-[2006年ジャワ島沖地震
- ケルマデック海溝（ケルマデック諸島東岸）

### 地震の周期性
地層や地磁気反転等の観測から、数百年を超えるような長期的な視点ではプレートや地表の動きは平均されて一定になるというのが地質学の定説であり、それぞれのプレートの境界や断層で起こる地震は、一定の速度で蓄積される歪みが一定の周期で解放されて起こると説明できる。実際に観測や歴史地震でも、プレート境界型地震である南海地震、東南海地震、東海地震、宮城県沖地震などでは周期性が確認されているほか、内陸プレート内地震である北アナトリア断層の諸地震などでも確認されている。周期性のある地震を地震学では固有地震（相似地震）といい、現在のところマグニチュード4程度以上、再来周期数年以上の地震で発見されている。
M7.0 - 8.0くらいの海溝型地震においては50 - 300年程度、後述の連動型地震においては500年程度。チリ地震やスマトラ島沖地震はこうしたタイプの地震であったと認識されている。、地表付近の断層においては数百年 - 数十万年と、地震の周期はそれぞれ異なる。
1990年代後半日本で整備された高精度の地震観測から、プレート境界や断層の面内で地震の起こりやすさが異なることが発見され、それを説明する説として「アスペリティモデル」が提唱された。プレート境界や断層の面内には形状・硬さ・含水率・温度等の性質の差により、主に以下の3種類が存在するという考え方である。
- 常に滑っていて小さな地震を起こし続けている部分
- 常に滑っているが体に感じない滑りのみを起こし続けている部分
- 普段は固着してひずみを蓄積しているが限界に達すると大きな地震を起こす部分

この3番目の部分をアスペリティといい、プレート境界や断層の面内には大きさやお互いの間隔がさまざまなアスペリティが存在していることが観測により推定されている。アスペリティモデルでは、M7.0 - 8.0くらいの（単独型）海溝型地震は1つの大きなアスペリティまたは小さなものが少数同時に破壊して発生するもの、連動型地震は複数の大きなアスペリティが同時に破壊して発生するものと解釈されている。
1つのアスペリティで地震が起こるとそこの歪みが解放され周囲のアスペリティに負荷がかかることから、1つの固有地震の発生間隔が毎回少しずつずれるのはそうした周囲のアスペリティからの負荷の変化によるものと考えられている。この負荷を定量的に推定する方法としてプレート運動速度の観測と地殻表面の測量により求められるプレート間カップリングがあり、これにより求められた負荷を「本来滑るべきだがまだ滑っていない量」と考え「すべり欠損」という。ただ、負荷の大きさはすべり欠損だけではなく、プレート境界や断層の面内によって値が異なる「破壊強度」を考慮する必要がある。あるアスペリティですべり欠損が破壊強度を超えた時に地震が発生する。
地震発生間隔のずれは、現在の長期的地震予知における大きな課題の1つとなっている。これに対処する方法としてアスペリティの推定や、発生間隔のずれを求めるためのすべり欠損の推定を行う研究者がいるが、精密地震観測が必要で、精度を高めるためには断層近傍で観測を行う必要があり、海溝型地震では海溝軸付近の海底に地震計を設置する必要があることから費用や労力が大きいという問題がある。
一方、一連の周期の中で生じる現象で実際に観測された例がある、本震発生前の前駆的地震活動（前震など）、静穏化（空白域の形成）などから地震予知を行おうとしている研究者もいる。また、海溝型地震の前の歪の蓄積は内陸の地震活動に影響を与えるため西日本（西南日本）が南海地震や東南海地]の前段階の地震活動期に入っているとの学説もあるが、判断するための資料が少ないといった反論もある。
日本では、主な海溝型地震や断層において調査された活動履歴から、主に繰り返し間隔と前回からの経過時間の推定によって、現在の活動確率を論じる「長期的地震予知」が行われている。しかし、このような長期的な予知を目安にした地震研究に対して、被害軽減への効果を疑問視し防災・減災により地震に強い社会を構築することの重要性を説く専門家もいる。

## 地震による被害と対策

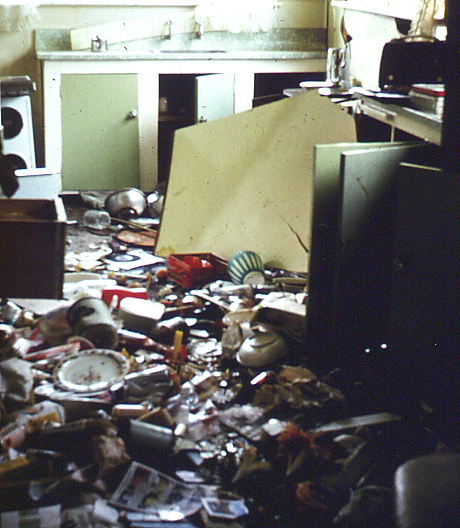
地震により激しく揺さぶられ散乱した食器類。1968年ニュージーランドにて

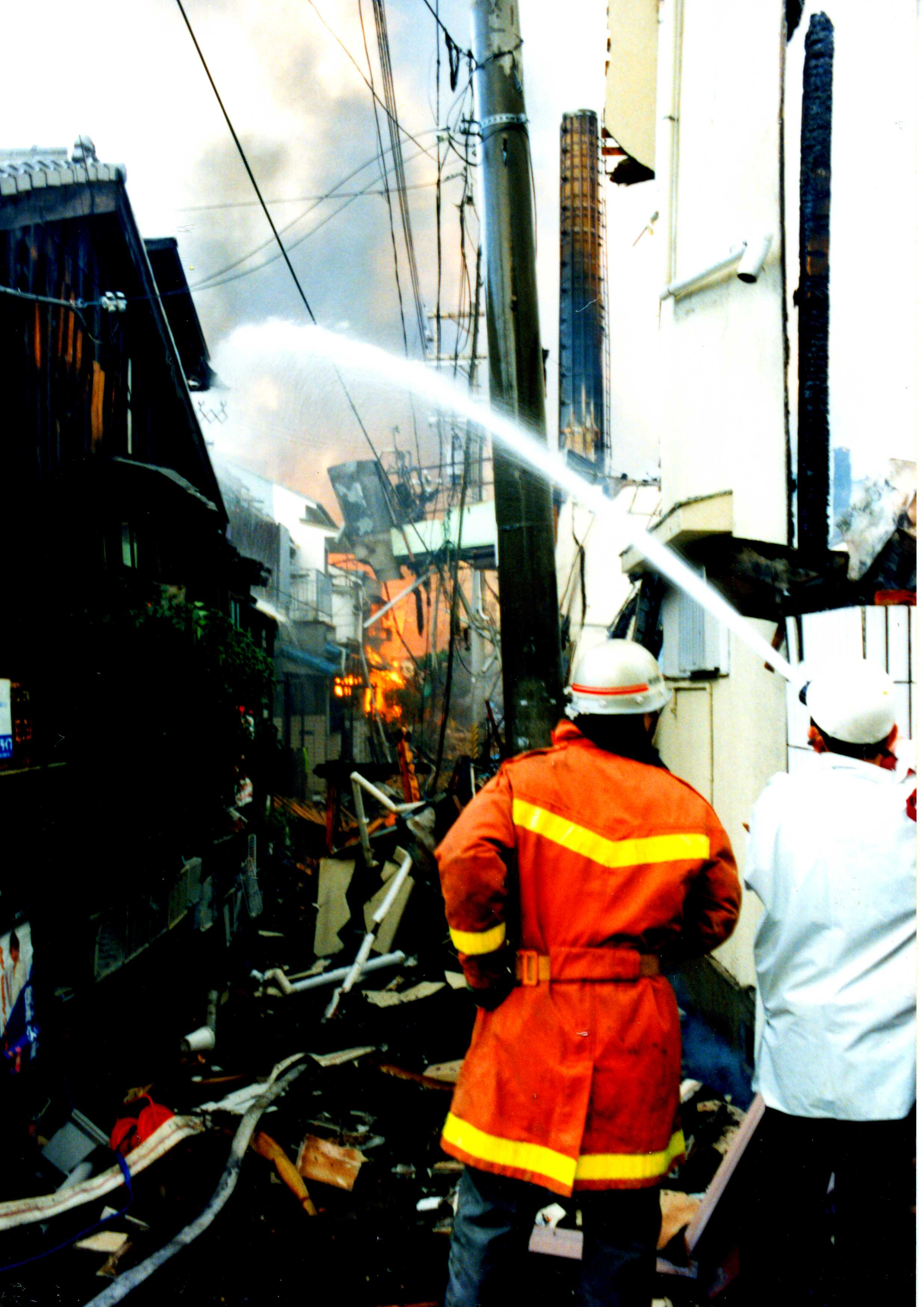
阪神・淡路大震災時の消火活動

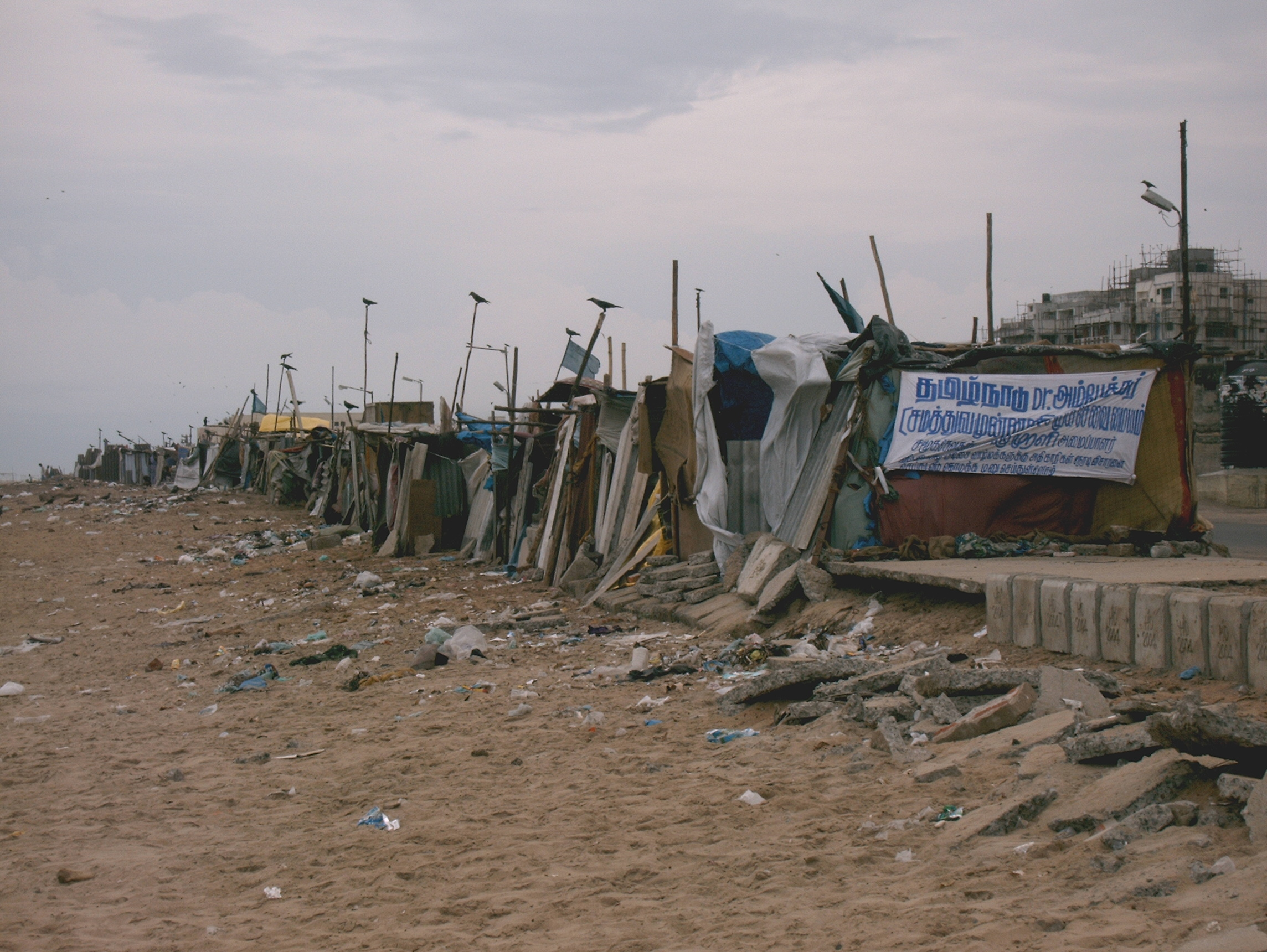
スマトラ島沖地震の津波により家を失った人たちのスラム街。2005年インド・チェンナイにて

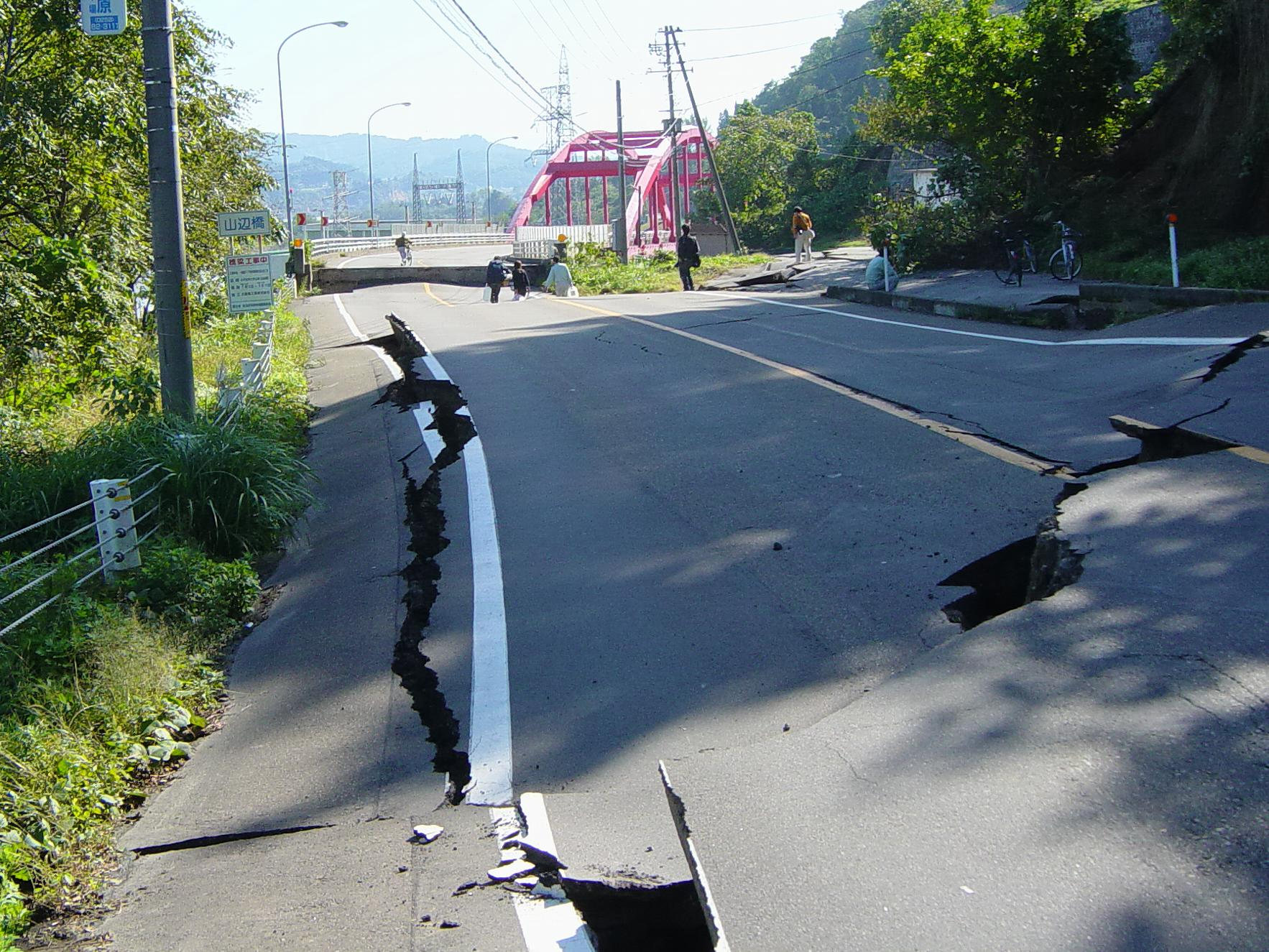
新潟県中越地震で被害を受けた道路と橋（小千谷市の国道117号にかかる山辺橋）。地震後に撮影。

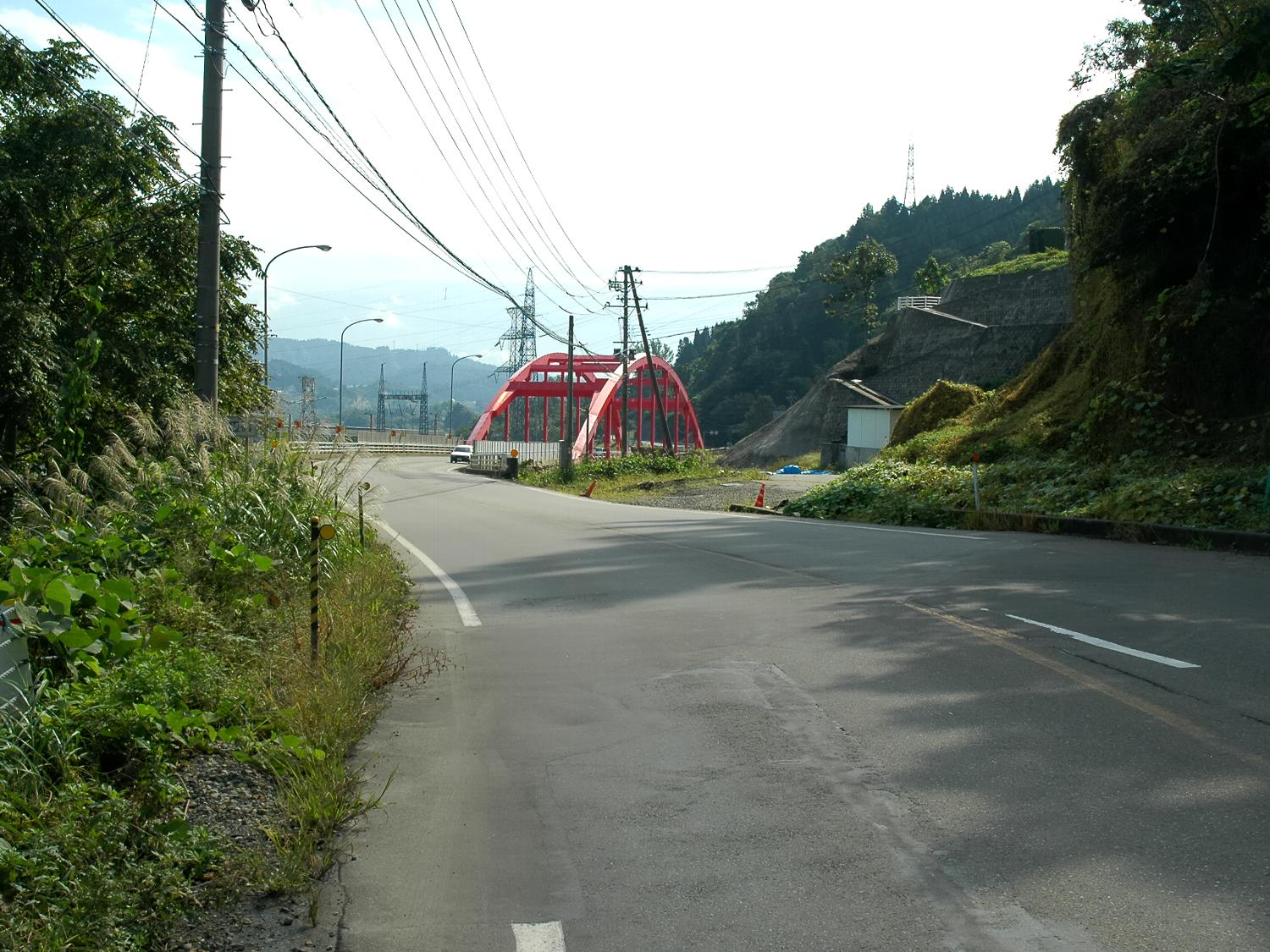
新潟県中越地震で被害を受けた道路と橋。復旧後に撮影。

### 震災
大規模な地震が発生した場合、その災害を震災（しんさい）と呼ぶ。特に激甚な震災は大震災と呼んで、地震とは別に固有の名称が付けられることがある。例えば関東大震災、阪神・淡路大震災、東日本大震災などである。しかし、「関東大震災」の命名者ははっきりしておらず、「阪神・淡路大震災」「東日本大震災」は報道機関が使用し始めたものを元に閣議で決められたもので、「震災名」を付ける制度は作られていない（地震名は気象庁が命名する）。新潟県中越地震では、新潟県が独自に「新潟県中越大震災」という呼称をつけている。

### 地震による主な被害
人的被害
建物・家具の倒壊等による怪我および生命の危険。
被災、家族・親戚や友人の死去、避難生活、生活の変化などによる、ノイローゼや急性ストレス障害・心的外傷後ストレス障害 (PTSD)、うつ病などの心理的被害、避難生活に伴う基礎疾患の悪化や静脈血栓塞栓症の発症。震災が社会的にクローズアップされると、直接被災していなくても災害特有の障害に陥る場合がある。（災害心理学も参照）
建造物への被害
揺れによりまず柱・梁・壁・基礎などにひび割れが生じ、地震耐力（耐震強度）が低下すると自重とさらなる揺れによって損壊、倒壊・崩壊に至る。致命的な被害がない場合でも、強度が低下して地震や荷重に弱くなる。
地震により窓ガラスや扉といった建具、ブロック塀、壁面のタイルなどが破損・変形・落下・飛散することもある。
屋内ではテレビや冷蔵庫といった電気製品、書棚などの家具や食器類、置物などが転倒・落下・飛散することがある。
高層ビルでは長周期地震動による大きな揺れを生じることがある。エレベータでは地震感知器以外の安全装置が地震動により誤作動し閉じ込められる場合があり、大規模地震により大量の閉じ込めが発生して救援が遅れることが懸念されている。
学校の校舎や体育館などが被災し、または避難所として利用されることで数日間授業を行えず、休校を余儀なくされる。
体育館やプール、展示場などの大規模施設では天井や屋根が破損・落下することがある。
医療機関や市町村役場などの被災により医療・公共・行政サービスの機能が停止ないし低下する。
また、耐震性が低い古い住宅にはアスベストが使われている場合があり、倒壊した際に飛散したアスベストを人が吸うことになる ため、長期的に見るとアスベスト問題の発生も予想される。
火災の発生
電気設備・都市ガス設備などの破損で火災が発生することがある。停電復旧時の通電火災、強風を伴った場合の火災旋風が発生する場合もある。
地盤・斜面への被害
地震動によって、落石、地割れや地盤の緩みが起こるほか、傾斜地や傾斜した地層、崖などではずれや凹凸が生じる。斜面ではがけ崩れ、地滑りが発生する。地震の規模が大きい場合には山体崩壊を伴う。沖積地の砂質地盤では液状化現象や側方流動が発生することがある。河川ではがけ崩れや地滑りにより河道閉塞（せき止め湖・天然ダム）が生じ、時間をおいて土石流を発生させる。寒冷地では雪崩も発生する。また、大地震後しばらくは地盤の緩みによって降雨等による土砂災害が発生しやすくなる。
津波の被害
家屋や建造物の流失、人的被害、滞留した水やゴミによる衛生環境の悪化、漁場や港湾への被害、田畑や防風林への塩害など。
ライフラインへの影響
（水道）取水設備・浄水設備・水道管の破損により断水が生じることがある。ビルでは停電による送水ポンプ停止で断水となる場合もある。
（電気）発電所・変電所の停止、鉄塔の倒壊、送電線の切断などにより停電が生じることがある。
（ガス）都市ガスの場合、マイコンメーターの作動により地域単位で供給が遮断されることがある。また、ガス管の破損により供給が停止することがある。
（交通）安全確認のため鉄道では運転見合わせ、高速道路などの道路では速度規制・通行規制などが行われる。地震により鉄道施設・道路施設そのものが故障・寸断されている場合には復旧に時間がかかる。都市部では公共交通機関の麻痺による大量の帰宅困難者が発生することがある。また、山間部・離島や沿岸部で土砂災害や津波によって陸上交通や港湾・飛行場が被害を受け、集落が孤立することがある。
（通信）通信施設・基地局、電話線・通信系統そのものの損傷に加え、あるいは安否確認・問い合わせによる通信の殺到で回線のパンクが発生し、通信に重大な支障を生じる。情報源が乏しくなったり情報の錯綜・混乱を生じることがあり、災害に関する情報や生活に必要な情報が入手しづらくなったり、デマや流言が広まりやすくなる。また他方では、地震による被害の過大報道・誤報や誤った認識などによる風評被害が発生する場合もある。
物資の不足や生活環境への被害
食糧・水や生活物資の不足と摂取栄養の偏り。家屋被害による居住場所不足、トイレ不足。
物資不足による価格高騰、ヤミ市の出現。
その他の経済的損失
農地への被害。商品や工場への被害。寡占商品が被害を受けた場合の経済全体への影響。
文化的被害
文化財や天然記念物、景観などへの被害。文献や史料の損傷、紛失。
衛生状態の悪化
水やごみによる衛生環境の悪化、感染症の流行。
治安の悪化、犯罪の増加、災害時犯罪の発生
スーパーマーケットやデパートなどの店舗で食料品や生活物資などが窃盗・略奪される。支援物資の奪い合い、暴動などが発生し、治安が悪化（多くの国では近年も震災後の暴動・略奪などがしばしば発生しているが、日本では関東大震災以来、90年近くにわたって自然災害後の極度の治安悪化は起こっていない）。
震災を利用した詐欺の発生（義援金の募集を名目とした特殊詐欺・募金詐欺など）。
被災した家屋や金融機関からの窃盗などの犯罪。
刑務所や拘置所が崩壊すると受刑者（収容者）が脱走し、一層治安の悪化が進行する（ハイチ地震 (2010年) やチリ地震 (2010年) など）。
長期的に見て、地震による被害は縮小する傾向にある。これは、耐震基準の改正や、地震に強い社会基盤の形成、さらに地震に関する知識や防災意識の浸透によるものが大きい。日本でも地震の被害は1948年に発生した福井地震の頃まで、人口の増加と産業の発展に比例して増加した部分もあったが、その後は住宅の耐震性・耐火性の向上とともに揺れに起因する被害は減少してきている。世界的にも、地震被害の多い地域では耐震化や防災体制の構築により被害が減少している地域もあるが、途上国を中心にいまだに有効な対策がとられていない地域も多く存在する。
地震は自然現象であり、人類の力では押しとどめることはできないが、事前に耐震基準の厳格化などで備えておけば被害を小さくすることは可能であるため、地震による災害を一種の「人災」とする考え方もある。この「努力と事前対策により、想定される被害を可能な限り減らす」、「減災」の考え方を広めようという運動が2008年頃から行なわれている。

### 救助と救援・復興
大規模な地震が発生したときには、自分たちのできる範囲で避難・救助・救援を行うことが救命率向上につながる。その際には、組織化されノウハウを蓄積している消防団や自治会などのコミュニティが大きな担い手となる。これは、公設の機関である消防・警察・軍隊（日本ならば海上保安庁・自衛隊）なども救助・救援を行うがその能力は限られ、一刻を争う避難誘導や救急の人員が不足するためである。地震災害の規模が大きければ大きい程、救助・救援が到達するのが遅くなる傾向にある。また通信が途絶したり夜間であったりといった、救助・救援を必要とする場所の把握が困難になる事態が発生することもあり、捜索に時間がかかる場合もある。
このような大震災が発生した場合は、国内の被災していない地域や国外より救援が来る場合もある。常備軍を有する国家ならそれが投入され、不足があれば予備役が召集動員され、併せて（水上）警察・消防・救急組織なども投入されるがこれ等は軍と異なり余剰能力が限られているのが常である。国連機関であるUNICEFやWFP、国際NGOである国境なき医師団、国家単位では各国の赤十字や日本における国際緊急援助隊などの救助隊・救援隊が、人的・物的・資金面での人道支援を行う。20世紀後半からは先進国を中心に災害ボランティアによる救助・救援活動が目立ってきている。救助活動や安否確認、医療のほか、避難生活の支援、復旧活動などに、物資や金銭を送ったり、実際に出向いたりといった形で支援が行われる。日本では、「ボランティア元年」と呼ばれた阪神・淡路大震災の際に社会的運動として広がりを見せた後、新潟県中越地震、東日本大震災などで活発化した。ボランティアの受け入れ態勢不備やトラブルなどが発生したこともあるが、次第に改善されてきている。ヘリコプターが普及しマスコミが地震取材報道に使用するようになって、インパクトのある中継録画はボランティアの喚起には有用だが、倒壊建物の下敷きになった生存者の救難を求める音を、取材ヘリコプターの騒音で妨害する事が度々指摘されている。
地震災害の際の特徴として、余震により救助・救援が妨げられることが挙げられる。また、建物の中に人が閉じ込められることが多い地震被災地において、災害救助犬も多く活動している。
救助以外の行政の役割として、避難所や仮設住宅の確保、物資の提供や仕分け、情報の提供などが挙げられる。また、復興に際しては住宅再建の補助金提供などの役割を担う。
大震災に伴う地すべりや津波による浸水などによって集落単位で壊滅的な被害が発生した場合、その地域を居住に適さない危険な地域として規制し、残った住民の集団移転を行う場合がある。1970年アンカシュ地震のユンガイ、1896年明治三陸地震・1933年昭和三陸地震の際の岩手・宮城沿岸の一部集落などが例であるが、生活との折り合いや費用の問題等で紛糾する場合がある。また、都市型震災の後に多くみられるが、大震災の原因が住居環境によるものであった場合、区画整理などの大型事業によって地震に強い防災まちづくりを実施することがある。

### 地震発生後の対策
被害の拡大を防ぐために、地震や津波の情報を迅速に伝達することも重要とされる。日本では、国内4,000地点以上に網羅された観測網により微小地震や震度を自動収集していて、気象庁が発生後数分以内での速報を行い、NHKと民間放送事業者がテレビ・ラジオで国民に広く伝えている。観測された震度の大きさによって報道体制を変えており、受け取る側でも、警察・消防・内閣などの公的機関が震度の大きさによって対応を決める。なお、NHKを中心とした一部のテレビ・ラジオでは津波警報発表時に受信機を強制起動する緊急警報放送を行っているが、普及率は低い。
それ以外にも、同報系市町村防災行政無線により屋外スピーカーで津波情報や地震に対する警戒を広域に呼びかける手法も、屋外にいる者に発する主要な警告手段として広く用いられる。特に早急な避難が必要な津波の場合には、消防・消防団・警察などが地域を巡回しながら緊急車両のサイレンや拡声器などで避難を呼びかける。また、感震計により強い揺れを観測した際に自動的に警告を発する手法もある。
なお、観測網が整備されている場合に可能な地震の揺れが到達する前の対策（地震警報システム）として、日本では鉄道でのユレダス、テレビ・携帯電話・専用受信機などでの緊急地震速報が運用されている。これと似たシステムが、アメリカ・カリフォルニア州南部やメキシコ・メキシコシティ周辺部でも運用されている。また、常時インターネット環境にある場合に効果が高いP2P地震情報などもある。
大地震直後の電話などの通信の混雑への対策として災害用伝言ダイヤルの設置などが行われている。携帯電話等においても災害用伝言板サービス等の同様のウェブ上サービスがある。自治体や民間が協力して臨時災害放送局を設置し、被災者への情報提供が行われた例もある。また1990年代から普及したメール、掲示板、2010年代に普及したリアルタイム・ウェブ（SNSやブログ・ミニブログなどの、誰もが即時発信即時共有できる情報）は生活情報や被災情報のやり取りに活用されていて、情報伝達の高速化をもたらした。しかし、震災後には情報が錯綜したりデマ・流言が発生しやすく、一定の社会的信頼を有する報道機関に比べると口承・インターネットの信頼性は低いため、災害時においては各人が情報の真偽を見分けるメディア・リテラシーの必要性が高まる。
東日本大震災の教訓から、津波避難の一助としてスマートフォン・カーナビゲーション・デジタルサイネージなどに避難経路を表示し、オフライン利用を目指す取り組みもある。

### 地震発生前の対策

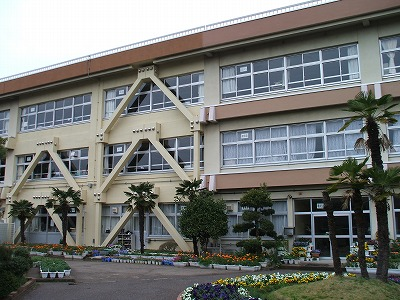
筋交い（ブレース）による耐震補強を行った小学校の校舎。学校など公共性の高い建築物では、法規や社会的要求により高い耐震性が求められる。

地震被害を防ぐ最も重要な対策の1つが、建造物の耐震性を高めることである。各国は建築関連法規により建築物の耐震性を規定しているが、地震経験の多寡によりその厳しさは異なる。日本では建築基準法とその関連法令による耐震基準がこれに該当する。大地震の被害を考慮するなどして強化改定されてきた経緯があり、1981年（昭和56年）6月施行の「新耐震基準」が現行であって、想定される地震動に対し概ね妥当な強度を保持できると考えられている。新築建造物は現行基準を満たして建設しなければならない。ただし既存の建物は、建てた時に適法でも後の法改正により既存不適格となったものがあり、これは一部を除いて耐震補強を行うのは任意である。また、消防法や都市計画法にも地震防災に関係する規定が含まれる。
また、原子力発電所など揺れによる災害の危険性が高い建造物については、建設の前の環境アセスメントの段階で、地盤の強度や周囲の断層の位置・活動度などを調査し、なるべくリスクの低い場所に立地するような対策が取られている。これについては、調査が十分に行われない可能性、未知の断層や新たな断層が発生する可能性があるほか、日本では東日本大震災による福島原発事故後に津波に対する耐性が問題となって休止・再稼働停止する原発が相次いでいる。
企業では、リスクマネジメントや事業継続マネジメント (BCM) などを通じた業務継続のための対策や経済的影響への対策も必要となる。保険業界や企業を中心に、被害リスクを予め算定する地震PMLという手法も普及している。
市民が行う対策としては、防災訓練や防災用品（非常食や非常袋など）の準備などが代表的なものとして挙げられる。また、過去の災害の例を学んだり体験談を聴いたりすることも有用であるとされ、教育や地域において講演会として行われたり、書籍となったり、インターネット上で公開されたりしている。地震への防災や備えの目安として、避難場所や経路を記した防災地図、地盤の揺れやすさや地震動に見舞われる確率の地図なども自治体により作成されており、活用が可能である。地震被害からの復旧のために地震保険も用意されている。
江戸時代には地震の間と呼ばれる耐震構造が施された物もあり、彦根城の楽々園などに現存する。
危険性の高い製品を作っている企業は、製品マニュアルに地震時の対策が記載されているので地震の前に読んでおき、従う必要がある。一例だと星野楽器の製品に添付されている『安全にお使いいただくために』には地震時にはドラムセットから離れることを記載している。

## 過去に発生した地震

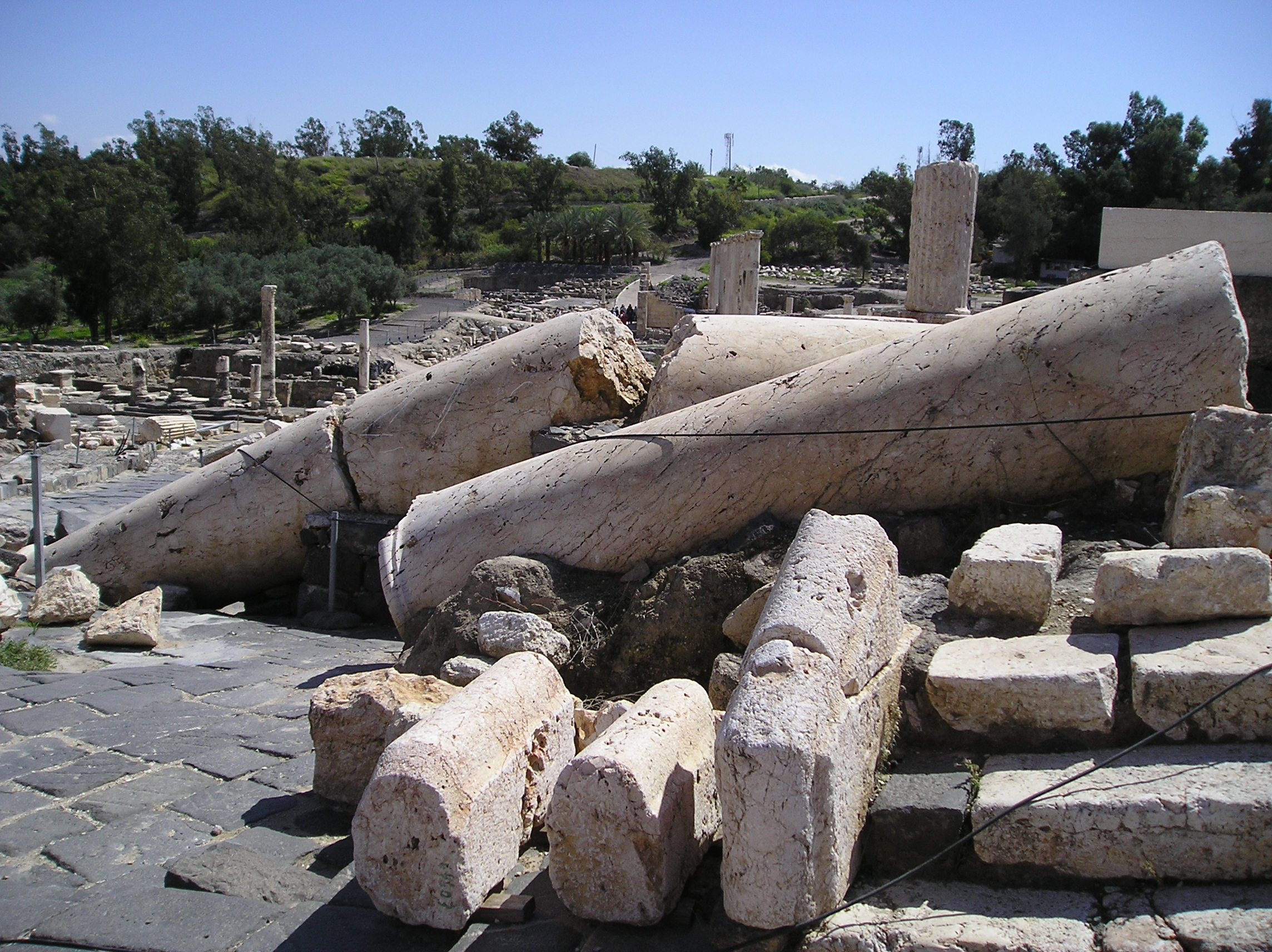
749年の地震により倒壊した古代都市ベト・シェアンの石柱（イスラエル）

有史以来、世界各地で無数の地震が発生している。その中で、多くの被害を出した地震も多数発生している。日本では、1960年以降に気象庁が正式に命名した地震が、現在約30個あるほか、それ以前にも多数の被害地震が発生している。また世界では、1980年から1999年までの20年間で、1年当たり平均約7,400人（うち日本は280人）が地震により亡くなっている。
日本およびその周辺の地震、震災など古地震として多く取り上げられる地震として、1923年の関東地震（関東大震災）がある。この地震では、日本の歴史上最多となる10万人以上の死者を出し、首都東京を含む広い範囲に被害を与え、火災の被害も大きかった。
1964年の新潟地震は日本では最大級の石油コンビナート災害をもたらし鎮火に10日以上かかり、水では消火できない危険物火災への消防・防災をより強化することとなり、また地震保険がこの地震を機に2年後誕生した。
1995年の兵庫県南部地震（阪神・淡路大震災）は都市部を襲った地震の典型例であり、その後の建築基準法の見直しや防災意識の変化などに大きな影響を与えた。
2004年の新潟県中越地震では震災後の避難生活に関する問題が大きく取り上げられるようになった。
2011年の東北地方太平洋沖地震（東日本大震災）は津波によって東日本の太平洋側の広い範囲に被害を与え、原発事故等の新たな問題も発生した。
また世界的には、津波により多くの死者を出した2004年のスマトラ島沖地震などがある。
人類史上、死者が最も多かった地震は、1556年1月23日に中国 陝西省で発生した華県地震で、約83万人が死亡した。これは2番目に多い唐山地震の公式統計による死者数の3倍以上である。また、人類史上、最も規模が大きかった地震は、1960年5月22日にチリ西岸で発生したチリ地震で、マグニチュードはモーメントマグニチュード (Mw) で9.5だった。

## 観測
地震波 / 地震動を観測する地震計には、観測対象とする揺れの周期、感度（振幅）などにあわせてさまざまな種類のものがあり、担当機関でもいくつかの種類の地震計を使い分けている。日本では気象庁や防災科学技術研究所が地震計を多数設置していて観測網を作っている。これらは震度を算出したり、震源の位置や規模を推定することに利用されている。また、2007年10月1日から 一部の離島を除いた国内ほぼ全域すべての住民を対象とした緊急地震速報の運用を開始した。 予測震度5弱以上のときに発表されテレビ放送や携帯端末などで「（震度4以上の）強い揺れとなる地域」を伝える一般向けのものと 、発表基準が低く誤報の可能性が高いものの「各地の震度や揺れの到達時間」などが分かる「高度利用者向け」（地震動予報）の2種類がある。

## 地震予知
地震の発生を事前に予知することで、被害を軽減する試みは、古くから行われてきた。数十年から数百年単位での長期的な発生予測は、従来の地震学の知識をもとにして行われている。一方、数ヶ月から数時間単位で地震を予知する短期予測は、一般的に困難とされている。

### 長期予測
地震観測網の発達により、地震の発生頻度が統計的に分析できるようになった結果、地震の発生頻度と地震の規模はほとんどの場合、グーテンベルグ・リヒター則に従うことが判明している。そのため、統計データから算出される小規模な地震の発生頻度を基に、より大規模な地震の発生確率を計算することができ、行政による防災計画などに活用されている。しかし、大規模な地震ほど発生確率が低くなるため、長期的な発生確率を示すことしかできず、いつ発生するかを示す（予知する）ことはできない。また、地震がグーテンベルグ・リヒター則に従うということは、地震の規模がランダムに決まることを意味し、そのことは、地震の予知が不可能であることを示唆している。

### 短期予測（予知）
短期予測に関しては、多種多様な手法が試みられている。有名なものでは、ギリシャのVAN法、前震の検知（中国の海城地震で成功した）などがあるが、常に利用できる手法ではない。また、東海地震発生直前に発生すると予想されているプレスリップ（前兆すべり）を検出する方法もある。一方で、現時点では科学的根拠に乏しい宏観異常現象による地震予知も試みられている。
また、仮に地震予知の手法が確立された場合、それを誰がどのように行い、いつどのように発表するかということも、現状では東海地震における地震防災対策強化地域など限られた地震・地域においてしか定まっておらず、混乱が発生する事態も考えられる。

## 地球以外での「地震」
地球以外の天体においても、地球の地震に相当する、地殻の振動現象が発見されている。
月で発生する地震は月震と呼ばれ、1969年から1977年までの通算8年余りの間観測が行われた。
2019年にはアメリカ航空宇宙局 (NASA) の火星探査機・インサイトが、火星で発生する地震（「火震（marsquakes）」）を初めて観測した。